# Los Prisioneros
Los Prisioneros fue una banda chilena, considerada una de las más importantes e influyentes de su país y de toda América Latina. Formada en la década de 1980, en la comuna de San Miguel (Chile), estuvo compuesta en un principio por Jorge González (voz, bajo y principal compositor), Claudio Narea (guitarra, voz y coros) y Miguel Tapia (batería, voz y coros). 
En sus inicios, desarrolló un sonido new wave con matices punk para posteriormente acercarse al synth pop. Se hizo conocida por sus canciones llenas de contenido y de crítica social, lo que sirvió de inspiración para despertar a una generación que estaba siendo oprimida por la dictadura militar, quienes emplearon estos temas como lucha contra el régimen de Augusto Pinochet. Esto provocó una censura a la banda en los principales medios de comunicación, hasta principios de los años 1990. A pesar del veto, tuvieron un gran éxito comercial sin precedentes, que traspasó fronteras en países como Colombia, Ecuador y Perú. Coincidiendo con la transición a la democracia, se produjo el primer quiebre y reestructuración de la banda: Narea abandonó la agrupación, González asumió la guitarra y se incorporaron Cecilia Aguayo (teclados, coros) y Robert Rodríguez (bajo, coros) como respaldo en vivo hasta inicios de 1992, fecha en que la banda se separó.
En su primera fase, Los Prisioneros publicaron cuatro álbumes, tres de ellos incluidos en la lista de los 50 mejores discos chilenos de la historia publicada por la versión chilena de Rolling Stone: La voz de los '80 (n.º 3), Corazones (n.º 9) y Pateando piedras (n.º 15). Entre el receso y la reunión, vendieron más de 700 000 copias, cifra solo superada por «El rock del Mundial» de Los Ramblers, como los artistas que más han vendido dentro de la música chilena. Ya durante el segundo período, vendieron más de 800 000 unidades certificados con más de 40 discos de platino en Chile y un millón de discos en el extranjero. 
De igual modo, la canción «Tren al sur» fue elegida por los lectores de la revista digital Satélite Natural como la séptima mejor canción del rock latino de todos los tiempos, también fue situada en esa posición en las 25 obras maestras del rock en español de la revista Billboard, y en el n.º 18 de las 50 canciones más importantes de pop latino por la revista estadounidense Rolling Stone. El videoclip de «We are sudamerican rockers» fue elegido para abrir la emisión de la filial de MTV Latinoamérica, en octubre de 1993. A su vez, Corazones fue elegido por la edición estadounidense de la revista Rolling Stone como el 23° mejor disco de rock latinoamericano de la historia.
Luego de que los miembros originales realizaran carreras solistas y diferentes proyectos —ninguno con la repercusión que alcanzaron como trío— en 2001 se volvieron a reunir ofreciendo dos conciertos en el Estadio Nacional con más de 140 000 asistentes en total. En los dos años siguientes realizaron una gira nacional con 200 000 espectadores en todo Chile, en América Latina, Estados Unidos y España. Sin embargo, el grupo tuvo nuevas dificultades en 2003 tras grabar y publicar un nuevo álbum que terminó con la salida de Narea. González y Tapia intentaron continuar con nuevos integrantes y publicaron un último álbum al año siguiente, pero a principios de 2006 Los Prisioneros se disolvieron de forma definitiva tras haber nuevos desacuerdos.
A pesar de que se separaron hace casi dos décadas, sus canciones han permanecido vigentes hasta el día de hoy. «El baile de los que sobran» ha sido un estandarte de lucha en contra la desigualdad social en diversas manifestaciones como el movimiento estudiantil de 2011 y el estallido social en Chile, así como protestas en Perú y Colombia, además se ha cantado en otros países como Argentina y México.

## Historia

### Formación y primeros años (1979-1985)

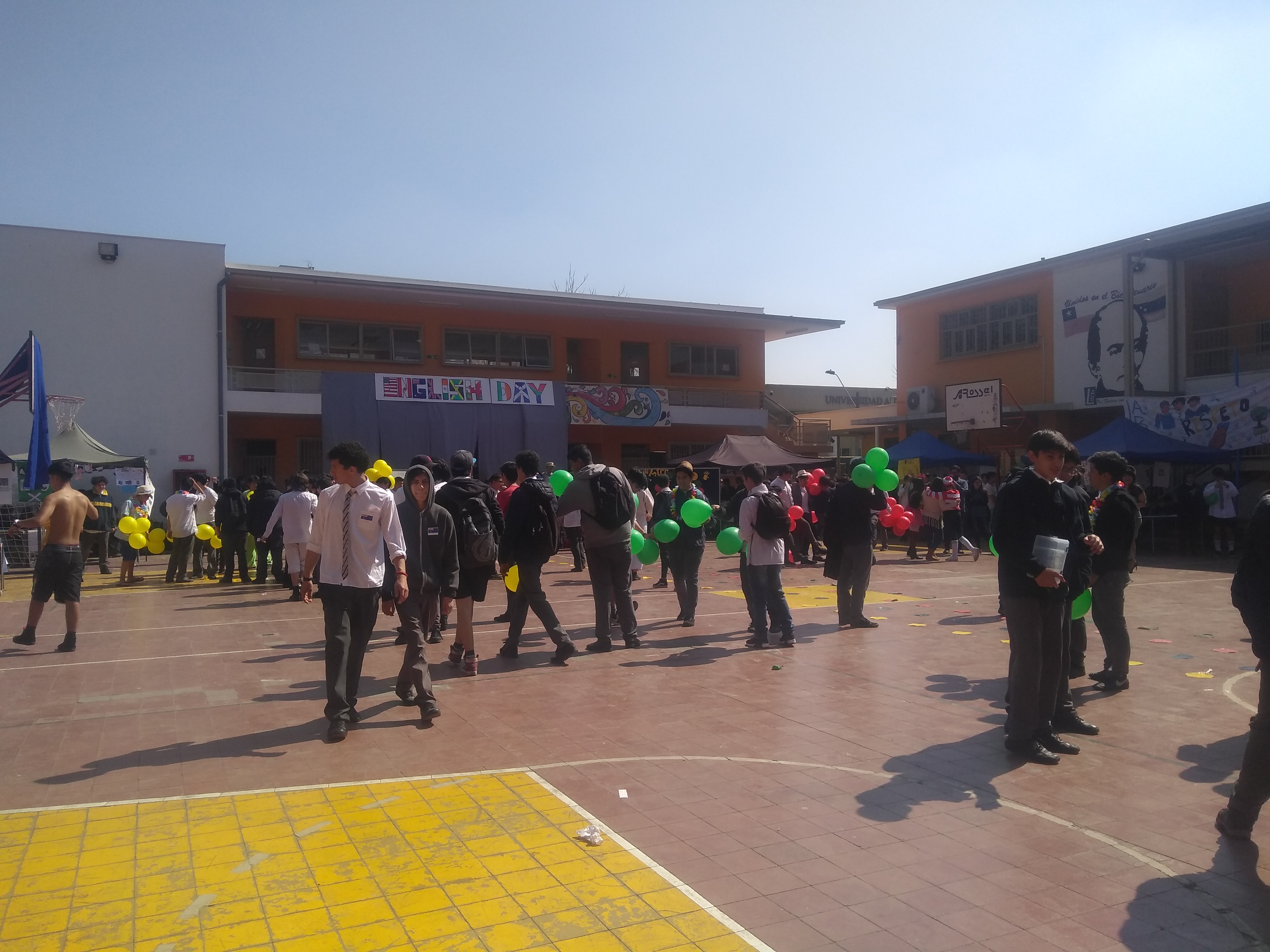
Patio del actual Liceo Andrés Bello, lugar en el que Los Prisioneros se conocieron

En marzo de 1979, Jorge González, Miguel Tapia —ambos de catorce años de edad— y Claudio Narea —de trece años— se conocieron al cursar juntos el primer año de enseñanza media en el Liceo 6 de la comuna de San Miguel de Santiago (Chile). González y Narea descubrieron que ambos apreciaban al grupo Kiss, lo que constituyó la base de afinidad que los llevó a estrechar lazos de amistad. En 1980, ambos se unieron a los hermanos Álvaro y Rodrigo Beltrán para crear Los Pseudopillos, ocurrencia de nombre que surgió en clase de biología, cuando su profesora mencionó la palabra «pseudópodo». Este era un cuarteto vocal con el que grabaron más de un centenar de canciones humorísticas para las que empleaban únicamente objetos caseros como percusión. Paralelamente, González se reunía con Tapia a componer, mientras planificaban un proyecto musical más ambicioso: querían ser tan famosos como The Beatles. Inspirados en la dupla Lennon-McCartney, sobre quienes, erróneamente, pensaban que se dividían las labores de composición, Tapia escribía la letra de las canciones y González componía la música en piano o guitarra, pero al poco tiempo González decidió hacerse cargo también de los textos. Ya que Tapia se refería a los Beatles como «Los Escarabajos», Narea bautizó al grupo como Los Vinchukas que hacía referencia a la vinchuca, mencionada también en clase de biología. Posteriormente, lo invitaron a unirse a la banda, y poco después, se unió Álvaro Beltrán. Además, la banda consiguió una batería de segunda mano que le había pertenecido a un grupo de cumbia.
El cuarteto debutó en su propio liceo el 14 de agosto de 1982, y dos meses más tarde, se presentaron en el Liceo 1 de Niñas. Sin embargo, a pocos días de egresar de 4° medio ese mismo año, el grupo tuvo sus primeras diferencias serias, lo que motivó su división. Tres meses después, Narea se reintegró mientras que Álvaro se mantuvo alejado. Ahora convertidos en un trío, estaban decididos a dedicarse profesionalmente a la música por lo que buscaron un nombre más serio y definitivo. Primero habían escogido «Los Criminales», pero pronto Tapia sugirió «Los Prisioneros», idea que finalmente prosperó. Hicieron su debut en el instituto Miguel León Prado, el 1 de julio de 1983.
En marzo de 1983, González ingresó en la Facultad de Artes de la Universidad de Chile para estudiar licenciatura en música, allí conoció a Igor Rodríguez (futuro miembro de Aparato Raro), Robert Rodríguez (futuro miembro de Banda 69) y a Carlos Fonseca, con el último entabló rápidamente una amistad y poco después, Fonseca lo invitó a conocer y escuchar música en su tienda de discos Fusión. Pronto, González deja la carrera para enfocarse en el grupo, Fonseca también lo haría para dedicarse a su tienda de música, además tenía un programa en Radio Beethoven llamado Fusión contemporánea y tenía pensado hacer un especial para fin de año con artistas chilenos nuevos, González le llevó uno demos que había grabado en una radio-casetera en su casa, más un tema en directo y quedó asombrado al escucharlas, entonces le propuso regrabarlas para incluirlas en el especial. Cuando Fonseca conoció al resto de la banda, sugirió reemplazar a Narea ya que consideraba que este no era un buen guitarrista, pero González y Tapia se negaron porque los tres formaban Los Prisioneros.
En noviembre Los Prisioneros grabaron los primeros demos en un estudio amateur armado por Fonseca en el segundo piso de Fusión. Al otro mes, presentó «La voz de los '80» y «Brigada de negro» en su programa radial. Además, habló favorablemente del grupo en la revista Wikén, suplemento de El Mercurio, para la nota sobre el especial, y en abril de 1984, escribió un artículo sobre la banda en la revista Mundo Diners Club, bajo el nombre de Alberto Velazco.

#### La voz de los '80
El 13 de diciembre de 1984 lanzaron su primer álbum en formato casete, La voz de los '80, bajo el sello independiente Fusión, producido por el propio González aunque este lo acreditó a nombre de la banda. Todos los temas fueron escritos, compuestos y cantados por él, a excepción de «¿Quién mató a Marilyn?», escrito y cantado por Tapia. El disco se grabó inicialmente y en su mayor parte en el estudio de Francisco Straub, pero se terminó y mezcló en el Estudio A de Alejandro «Caco» Lyon, donde igualmente se grabarían los dos discos siguientes. El periodista Freddy Stock señaló en la revista Rolling Stone que La voz de los '80 es el disco más importante del rock de Chile, al asegurar que es el «primer álbum en la historia musical local en mezclar la ruptura social con la fuerza del rock». «Cada canción del disco es resentimiento. Es un álbum agnóstico en esencia, desconfiado, simple, directo e irónico y, por esto, intensamente rocanrolero. Llamó a no ir detrás de un líder ni creer en la representatividad ("No necesitamos banderas") en dictadura. Vaya osadía. Pero también disparó contra la cultura en masas ("Mentalidad televisiva"), el amor ("Paramar"), las tribus juveniles ("Brigada de negro"), el hedonismo machista ("Sexo"), o en los chantas acomodados ("Nunca quedas mal con nadie")».
Se editaron 1000 copias de esta primera edición de La voz de los '80 y se agotaron seis meses después ya que los medios de radio, prensa y televisión acogían principalmente a artistas argentinos. Apenas tuvieron rotaciones por Radio Galaxia y tuvieron intervenciones televisivas en Sábados Gigantes, Canal 11 y la sexta edición de la Teletón, donde la banda sufrió su primer episodio de censura: mientras interpretaban el primer sencillo del álbum, «La voz de los '80», Televisión Nacional de Chile, controlado por la dictadura militar, sacó la señal del aire. Según Narea, los militares habían considerado que Los Prisioneros podían ser peligrosos para la estabilidad del régimen de Augusto Pinochet.
A mediados de agosto de 1985, Fonseca consiguió una cita con Julio Sáenz, un argentino afiliado del sello EMI interesado en editar a bandas chilenas; es así como Los Prisioneros junto con Aparato Raro, representados también por Fonseca, obtuvieron un contrato discográfico, y para celebrarlo organizaron un concierto en el Teatro Cariola, donde Los Prisioneros harían debut con los teclados con temas nuevos, algunos de los cuales formarían parte del segundo álbum. En octubre, EMI lanzó una nueva edición de La voz de los '80 en todo Chile que vendió más de 100 000 copias. «Sexo» tuvo mejor acogida en las radios aunque no llegó a los primeros lugares, de acuerdo con Vea, especializada en la época en las listas musicales de Chile; mientras que la televisión la prohibía por su título, pese a tratarse de una crítica a la banalización del cuerpo. Esto molestaba a González, ya que la estaban promocionando como segundo sencillo, a causa de esto, abandonaron el estudio de Martes 13 cuando no se les permitió tocarla; enemistándose con la estación televisiva Universidad Católica.

### La consolidación (1986-1989)

#### Pateando piedras
Bajo estado de sitio tras el atentado contra Augusto Pinochet, el 15 de septiembre de 1986 lanzaron su segunda producción, Pateando piedras, que destacó por su sonido mucho más sintético y elaborado, con la abundante utilización de teclados, sintetizadores, secuenciadores, samplers y baterías programadas. Narea en su autobiografía indicó: «Siete de los temas no tienen bajo, sino bajo teclado. Todas las baterías son programadas y tres de los temas no tienen guitarra». Aquí surgieron las primeras desavenencias musicales entre González y Narea, el último no estaba cómodo con esta nueva forma de trabajar, así que, después de grabar las guitarras, iba a ver a su futura esposa, Claudia Carvajal, mientras el resto de la banda seguía en la grabación, por lo que hay temas en los que el guitarrista no tuvo ninguna participación.
De este trabajo salieron temas como «Muevan las industrias» (sobre la cesantía), «¿Por qué no se van?» (dedicado a los artistas esnob), y «El baile de los que sobran» (sobre la desigualdad en la educación), considerada una de las más emblemáticas de la música popular chilena de los ochenta, con resonancia en América Latina. De acuerdo con el autor Fabio Salas Zúñiga, «El baile de los que sobran» junto con «Sucio policía» de Narcosis y «La gente del futuro» de Miguel Cantilo, propusieron testimonios «que la historia de nuestro continente recogió como elementos de vital libertad en una época de oscuridad y clausura social». En la parte social, Salas Zúñiga dijo que Pateando piedras «es un álbum que establece un alegato sobre la juventud marginada de la política económica de la dictadura y una brillante reivindicación de clase». En lo musical, Patricio Urzua en Rolling Stone, señaló que «lo más llamativo del álbum era el sonido electrónico que insinuaba “Estar solo” o los ladridos sampleados de “El baile de los que sobran”. En ciertos círculos, esto acarreó comparaciones inmediatas con Depeche Mode. Más allá de esta novedad que para entonces era cegadora, las guitarras seguían mandando en el sonido del trío: el riff de “Quieren dinero” no desentonaría en la banda sonora de un spaghetti western, lo que de nuevo habla de la inteligencia de la banda».
A pesar de perder a algunos seguidores tras el cambio de sonido, el álbum vendió 5000 copias en los primeros diez días de distribución, un récord jamás alcanzado por un grupo musical juvenil de Chile, y, a dos meses y dos días de su lanzamiento, 20 000 copias vendidas certificadas con un segundo disco de platino, algo no logrado por ningún artista desde la Nueva Ola. Lanzaron el disco de forma oficial en noviembre con dos presentaciones en el Estadio Chile, con la asistencia de más de 11 000 personas, rompieron otro récord al llenar dos veces consecutivas el recinto. Ese mes tocaron en el Festival Internacional de Montevideo Rock de Uruguay, país al que no volvieron después de que sus álbumes pasaran desapercibidos. En diciembre actuaron en el programa infantil Patio Plum, en un episodio titulado «Los amigos rockeros», presentación significativa para Los Prisioneros ya que a pesar de su gran popularidad estaban prácticamente casi vetados de la televisión chilena. En febrero de 1987 son excluidos de la edición XXVIII Festival Internacional de la Canción de Viña del Mar, pese a ser el grupo más popular de Chile de acuerdo a informaciones especializadas. En esa edición estuvo el grupo argentino Soda Stereo, que tenía la misma popularidad de Los Prisioneros en Chile, con la diferencia de que ellos tenían acceso a los medios que censuraban a Los Prisioneros, esto provocaba que se burlaran y criticaran en conciertos y entrevistas al trío liderado por Gustavo Cerati, llegaron a decir que «Soda Stereo es el rock que le encanta a Pinochet».
Los Prisioneros viajaron a Argentina para participar en el Festival Chateau Rock, realizado el 28 de marzo en el Estadio Chateau Carreras de Córdoba. Luego fueron a Buenos Aires para participar el 4 de abril dentro del Festival Pepsi en el Estadio Obras Sanitarias. Según Narea, el saldo de este segmento de la gira fue a su entender que la banda casi no gustó al público, mientras que la prensa de ese país solo les preguntaba por Pinochet. La revista local Pelo los acusó de pecar de «localistas», y criticó duramente el primer concierto, aunque la reseña del segundo fue un poco más benigna, los continuó criticando para la nota donde los entrevistó previo al concierto, titulada «¿Por qué no se van?». Diferente era el escenario en Perú, donde tres de sus canciones estuvieron dentro de los diez primeros lugares, «El baile de los que sobran» ocupó el primer lugar por más de seis semanas. En septiembre tocaron ante 14 000 personas en la Plaza de toros de Acho de Lima. En Ecuador tuvieron un éxito similar al de Perú; primero tocaron en Guayaquil, luego, por la exigencia de una ley del país, hicieron un concierto gratuito en Quito. También aparecieron en televisión.

#### La cultura de la basura, plebiscito de 1988 y gira latinoamericana

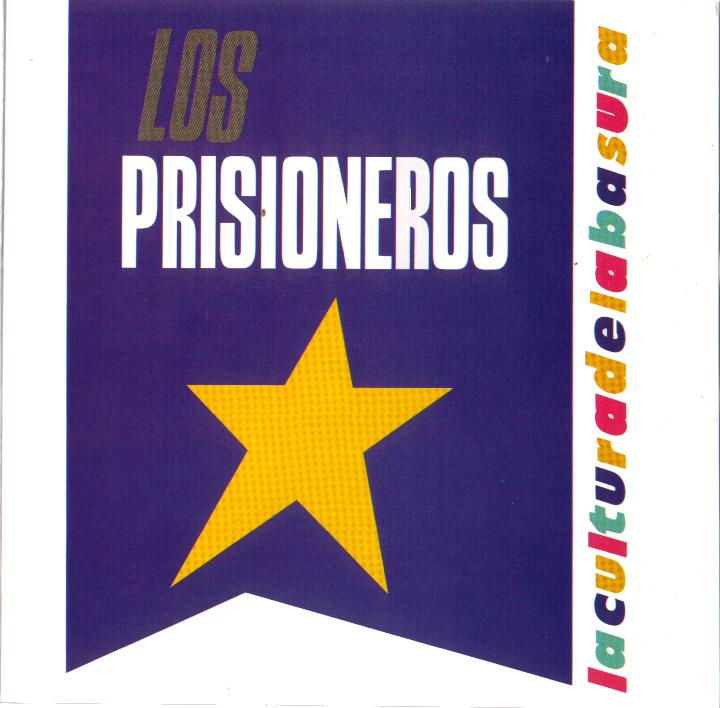
Portada de La cultura de la basura. Según Fonseca, la única que agradó a Los Prisioneros porque no salían

En octubre empezaron a grabar su tercer disco, titulado La cultura de la basura. Este trabajo contó por primera vez con Narea y Tapia como compositores; González les prometió que compondrían los tres juntos, pero finalmente lo hizo por su lado con un total de diecisiete canciones. Al tener el vocalista listo sus demos, los demás integrantes comenzaron a escribir sus temas; como resultado, salieron cuatro canciones: «Somos sólo ruido», «Algo tan moderno», «El vals» y «Lo estamos pasando muy bien», todas incluidas en el disco. Por su parte, Narea debutó como cantante, siendo vocalista principal en «Lo estamos pasando muy bien» y «El vals». Mientras grababa la última, Lyon le insistía en que debía que afinar más la voz, pero el guitarrista no podía. Lyon recuerda la grabación como un «parto».
González, mientras tanto, grabó un siniestro spoken word titulado «Lo estamos pasando muy mal», sobre un agente de la DINA que narraba en primera persona su misión de asesinar a un opositor a la dictadura. Cuando Max Quiroz (ejecutivo de EMI) escuchó la canción, le dijo a Lyon: «Viejo, si esto lo sacamos, nos vamos todos a la cárcel». Los Prisioneros venían de haber sacado un disco exitoso y ya eran reconocidos en Latinoamérica, lo que ocasionó que perdieran el orden interno. Esto no agradó a Caco Lyon, que al ver que en el estudio ya no existía la misma coordinación de los trabajos anteriores, decidió retirarse y dejar a cargo a su ayudante, Antonio Gildemeister, apenas un novato. Esto dio como resultado un sonido sucio. El líder y el mánager de la banda también tuvieron sus desencuentros para la elección del primer sencillo. González quería que fuera «Que no destrocen tu vida», mientras que Fonseca, quien elegía los sencillos, prefería «Maldito sudaca». Al final se usó el primero.
La cultura de la basura salió el 3 de diciembre, logró 10 000 copias en su venta anticipada, pero no agradó del todo a los fanáticos. Con solo 70 000 copias vendidas, la prensa lo consideró como el primer fracaso artístico y comercial de Los Prisioneros, a pesar de haber sido certificado con doble disco de platino. Para González, no fue ningún fracaso, pero sí, el punto bajo de la banda, mientras que Fonseca culpó a Narea y Tapia, al considerar que el vocalista se relajó cuando ellos se pusieron a componer. Un crítico de la revista Rockaxis comentó: «El disco, que podríamos definirlo como de rock-pop, con mucha experimentación, es más extenso y complejo que los anteriores, lleno de rarezas, gritos, ruidos, trompetas, pero nunca dejando atrás su irreverencia e ironía frente a la sociedad. A pesar de que este disco no logró el impacto social de los otros dos, es quizás el elepé de mayor calidad, variedad y de madurez composicional por parte de Jorge González y en general de todos sus integrantes». Del dúo Narea y Tapia, Fonseca consideraba que «Lo estamos pasando muy bien» era un gran tema, pero el resto para él eran como «mostrar la hilacha». Por lo tanto, es la única canción de ellos que se incluyó en la edición latinoamericana de La cultura de la basura en 1988, no editada en Chile. Se remezclaron algunos temas con un sonido más limpio, mientras que otros se grabaron nuevamente. «Lo estamos pasando muy bien» fue regrabada en la voz de González en lugar de la de Narea. Además, se agregó una nueva canción para abrir el disco: «We are sudamerican rockers». La idea de regrabar algunos temas surgió luego de que para el álbum recopilatorio titulado Los Prisioneros, tampoco editado en Chile, se regrabaron algunas canciones como «Sexo», «Paramar», y «Latinoamérica es un pueblo al sur de Estados Unidos».
El 28 de marzo de 1988, hicieron una conferencia de prensa para anunciar la gira La cultura de la basura, que abarcaría cuarenta fechas de Arica a Punta Arenas y más tarde, en Sudamérica y México, instancia donde González declaró abiertamente: «En el plebiscito votaremos que no». Esto trajo como consecuencia que de los cuarenta conciertos programados en Chile, solo pudieran hacer siete. Los recintos controlados por los militares les cerraron sus puertas y lo mismo hicieron otros tantos por temor a represalias, por lo que solo pudieron actuar para particulares; la gira inició el 19 de abril en el Instituto Miguel León Prado de San Miguel, y terminó en mayo en Copiapó. La revista Análisis reveló que González era dos de los artistas amenazados de muerte por ser opositores de Pinochet. En aquella revista, declaró que recibió a través de su madre, amenazas por teléfono en más de diez oportunidades y una vez por carta, por lo que tuvo que solicitar recursos de protección. A pesar de eso y del acoso de la CNI, el grupo actuó gratuitamente en tres concentraciones a favor del «no», en La Bandera, Vicuña Mackenna y el cierre en Avenida Departamental.
El 14 de diciembre, poco después del plebiscito, volvieron a Argentina para participar en el concierto global Human Rights Now!, organizado por Amnistía Internacional para conmemorar los cuarenta años de la Declaración Universal de los Derechos Humanos, en el Estadio Mundialista de Mendoza. Mientras Los Prisioneros actuaban, los chilenos presentes alzaron banderas y carteles que decían «No» aludiendo al triunfo de la oposición democrática al compás de la música. Al cierre se unieron a Sting, Peter Gabriel, Tracy Chapman, Bruce Springsteen, Youssou N'Dour, el grupo mendocino Markama y los chilenos Inti Illimani, para cantar el tema «Get Up, Stand Up» de Bob Marley, ante más de 10 000 chilenos y 18 000 argentinos.
Los Prisioneros pese a ser el grupo más popular en Chile, no tenía buen sustento económico, y tras el pronto término de la gira de promoción de La cultura de la basura en su país con las malas ventas del álbum, coincidiendo con la decaída del pop rock chileno, estaban en su punto más crítico. A pesar de eso, seguían siendo artistas prioritarios de EMI. En septiembre de 1988 embarcaron su gira latinoamericana al participar en Concierto de Conciertos, donde actuaron en el Estadio El Campín de Bogotá (Colombia), ante 70 000 personas, siendo los artistas más esperados para sorpresa de ellos. Regresaron a Colombia en dos giras más en noviembre de ese año y abril de 1989. Mario Ruiz, gerente de mercadeo de EMI para el mercado latinoamericano, aseguró que Los Prisioneros lograron abrir el mercado colombiano para el rock en español. De acuerdo con Julio Osses, cuando llegaron Los Prisioneros al país, el rock argentino no había impactado mucho, de hecho Soda Stereo había hecho una gira allí y les había ido «como las huevas». Antes de dejar Colombia, Los Prisioneros recibieron disco de platino, posteriormente, la canción «Pa pa pa» fue la más vendida en las tiendas de discos del país por esas fechas.
La gira continuaría en Venezuela, pero cancelaron todas las fechas debido al Caracazo. En mayo llegaron a México, donde eran un grupo prácticamente desconocido, y sus canciones «¿Quién mató a Marilyn?», «La voz de los '80» y «Muevan las industrias» se difundían principalmente en emisoras no comerciales. Cuando estaban haciendo sus primeras presentaciones en el país azteca, Narea empezó a sentirse mal a causa de una hepatitis. Por órdenes del médico tuvo que regresar a Chile para tomar reposo y la banda debió cancelar el resto de su gira.

### Separación (1989-1992)

#### Primera salida de Narea,Corazonesy separación
En octubre de 1989, gracias a los contactos que consiguió Fonseca en la trasnacional de EMI, viajó con González a Los Ángeles (Estados Unidos), financiados con 70 000 dólares para grabar el nuevo álbum. Ni Narea ni Tapia participaron en la grabación de este disco, pues el primero ya estaba casi fuera de la banda y no estaba de acuerdo con el nuevo enfoque, mientras que el segundo no pudo viajar por problemas con la visa. Planearon repetir la experiencia de La cultura de la basura y compusieron tres temas, pero esta vez todos quedaron fuera el disco, debido a que no encajaban con el estilo que el vocalista quería imprimir en el nuevo trabajo, motivo por el que quedó fuera «We are sudamerican rockers». Narea diría después: «La ley decía que Jorge González era el compositor del grupo».
En febrero, Narea descubrió que su esposa, Claudia Carvajal, mantenía una relación amorosa con González. A pesar de esto, no dejó la banda porque era su única fuente de ingresos, además, estaban por iniciar su tercera gira en Colombia; no obstante, la relación entre los dos integrantes y la mujer del guitarrista se volvió cada vez más tensa. Todo esto le sirvió de inspiración a González para crear las canciones que al final quiso plasmar en el cuarto disco.  Años más tarde, confesó que también influyó sus experiencias con el éxtasis, que empezó a ingerir en 1988, a través de hippies que venían de Goa o Poona. En agosto de 1989, Narea actuó por última vez en directo con Los Prisioneros, hasta el reencuentro en 2001, en una reunión privada con los ejecutivos del sello EMI Odeón. En enero de 1990 asistió al único ensayo para el nuevo disco, momento en que tomó la decisión de irse de la banda sin comunicárselo a nadie hasta un mes después a Tapia. En mayo se hizo pública su salida de Los Prisioneros, aunque en un principio argumentó que fueron diferencias artísticas con González, hubo especulaciones del triángulo amoroso. Dos años más tarde, el ahora exguitarrista dijo: «la historia no tiene nombre de mujer, sino de un loco peligroso que es Jorge». Esto lo afirmó en su libro Los Prisioneros: Biografía de una amistad, donde aseguró que se fue porque el vocalista estaba obsesionado con él. Tras anunciarse la separación de Los Prisioneros, González declaró que el grupo se acabó con la partida de Narea.

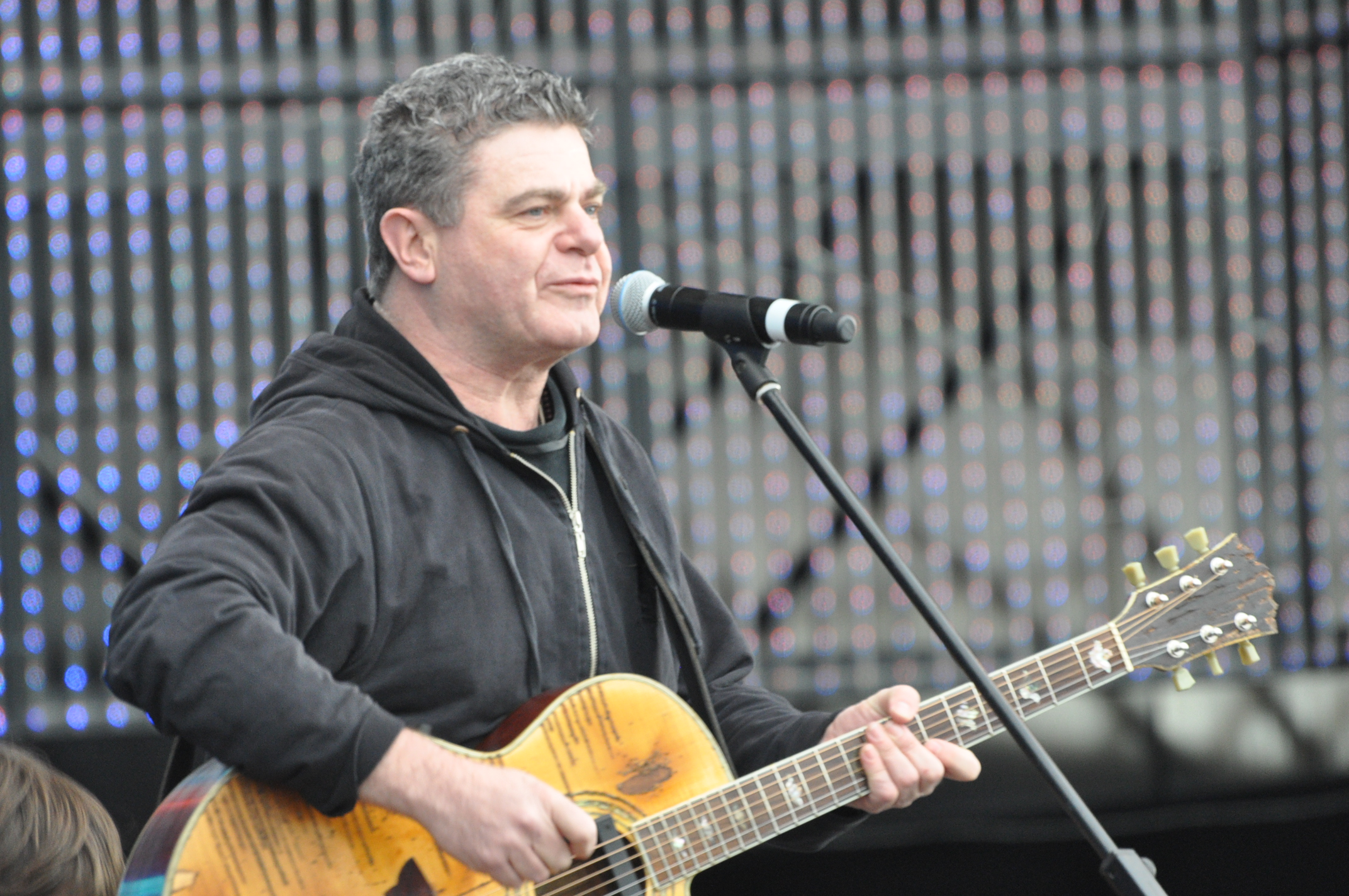
El argentino Gustavo Santaolalla (imagen del Festival El Abrazo 2010) produjo Corazones. González le atribuye a Santaolalla la idea de que «"Tren al sur" tuviera un rallentando y que llegara a una estación de tren perdida, y de ahí partiera de nuevo», e incluir un charango

El 20 de mayo de 1990, el ahora dúo lanzó el cuarto álbum Corazones, considerado el primero como solista de Jorge González. Producido por el argentino Gustavo Santaolalla, siendo este el primero que no produce González, a diferencia de los trabajos anteriores. Poco menos de un mes, consiguieron un contrato con Capitol Records para editar el álbum en formato CD en Estados Unidos. Corazones tuvo un cambio radical que hizo que se distinguiera claramente de sus predecesores en cuanto a producción, música y temática. La utilización de teclados y sintetizadores, incorporados desde Pateando piedras, impregnaron por completo el disco con un sonido synth pop. El periodista Iván Valenzuela, primero en referirse de forma positiva al álbum, dijo en su reseña para Wikén que esperaba que «se convierta con los años —aunque es prematuro decirlo sin la perspectiva del tiempo— en una pieza clave de la música pop chilena». Por otro lado, destapó el lado más introvertido de González con letras llenas de romanticismo y melancolía, aunque la crítica social seguía presente. De acuerdo con las palabras de Javier Sanfeliú en la revista Rolling Stone: «La búsqueda de González esta vez fue por los surcos de nuestra intimidad, esa donde residen por ejemplo lugares tan oscuros y pantanosos como el machismo y el clasismo». Este es el trabajo más alabado por la crítica en toda la historia de Los Prisioneros. De acuerdo al sitio web Colombia.com, se llegó a asegurar que si hubiesen partido así desde un comienzo, habrían obtenido muchas ventas y diversos premios, aunque hubieran perdido su trascendencia final.

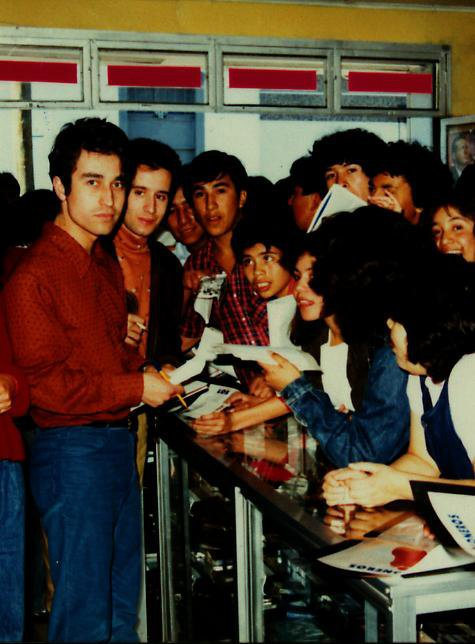
González y Tapia dando autógrafos para la promoción de Corazones

El videoclip del primer sencillo, «Tren al sur», tuvo una excelente rotación tras su estreno en Extra jóvenes, y obtuvo una nominación a «mejor vídeo latino» en los MTV Video Music Awards 1990. No tuvo la misma acogida en las radios, de hecho, hasta mayo de 1990, cuando se estrenó el videoclip, ninguna emisora quiso ponerlo al aire, que había sido enviado a las radios seis meses antes. «Nadie quería tocar a Los Prisioneros, porque Los Prisioneros eran del pasado. Los Prisioneros eran la banda de los 80, del rock latino. Y el rock latino ya no funcionaba», según explicó Fonseca. El disco tampoco logró un éxito inmediato, los primeros recitales para la promoción tuvieron baja convocatoria, sin embargo, para finales de julio ya era disco de oro, y en diciembre triple disco de platino, con 180 000 copias. Corazones se consagró como el álbum más vendido en Chile en 1990, y González es elegido el compositor del año por la Sociedad Chilena del Derecho de Autor. El éxito traspasó América Latina y Estados Unidos, incluso en Argentina, país donde Los Prisioneros nunca tuvieron gran reconocimiento, Corazones tuvo un rotundo éxito en lugares como Córdaba o Rosario.
Luego de la partida de Narea se consideró fichar a Rodrigo Aboitiz (exmiembro de Aparato Raro y La Ley) en su reemplazo, incluso llegó a ensayar con ellos, pero no cuajó con la nueva línea pop de Los Prisioneros que querían desarrollar. González se decantó por Cecilia Aguayo, a quien le pidió que dejara la medicina, aprovechara su esperiencia en Cleopatras, su  «su formación en danza y piano clásico» y se uniera de lleno a la banda, para tocar teclado. «Cecilia (...) tenía sólo un par de meses para ensayar los temas del disco, canciones que fueron entregadas en una casete». «Terminamos el ensayo y me dijeron 'Ya, es definitivo'. Casi tres décadas más tarde, explicó que pensaba que solo una mujer podría reemplazar a Narea, «[Aguayo] era una estrella. Y necesitábamos a una estrella, no a un músico. «Era más notorio, más radical. Más revolucionario». Por lo mismo, Fonseca no estaba de acuerdo en su incorporación. Tampoco le pareció incluir coristas, pero cuando inició la gira en el norte, ya se no utilizaron. Robert Rodríguez, quien se había separado de Banda 69, respaldó a González en guitarra en una actuación en Calama, debido a que no podía tocar a causa de una lesión en una muñeca y un tobillo. Desde ese momento, debido a la buena relación que estrechó con la banda, Rodríguez quedó como bajista.
Con esta nueva formación se presentaron en febrero de 1991, por primera vez y por dos noches, en el XXXII Festival Internacional de la Canción de Viña del Mar, hicieron una noche de rock y otra de techno, Fonseca nuevamente no estuvo de acuerdo con la dirección del grupo, por lo que dejó de representarlos al terminar las actuaciones en el certamen viñamarino. Con Óscar Larraín en su reemplazo, Los Prisioneros continuaron presentándose en Chile, Perú, Ecuador y Bolivia. En noviembre, participaron en el Festival Rock Music '91 de Venezuela, el primer festival del rock iberoamericano, antes de iniciar la gira de despedida. El 24 de octubre anunciaron su separación en Santiago; de paso, lanzaron un álbum recopilatorio más un VHS titulado Grandes éxitos, que incluía «We are sudamerican rockers», tema que no se había editado en Chile; vendió 120 000 copias en Chile y 54 000 en el extranjero. La gira Adiós, Prisioneros inició el 15 de noviembre, siendo premiados con el Laurel de Oro como «mejor grupo rock pop», y terminó el 5 de diciembre en el Estadio Chile, donde, al intentar tocar la última canción, el público empezó a corear «Narea». Como respuesta González llamó a la nueva banda de su excompañero como «Proxenetas y Flemáticos», pero fueron cada vez más insistentes, arrojó la guitarra al suelo y se retiró a camarines para poder llorar. El último concierto de Los Prisioneros tuvo lugar en el Estadio Playa Ancha de Valparaíso, a inicios de 1992.

### Receso (1992-2001)
Dos meses después de dejar Los Prisioneros, Narea formó Profetas y Frenéticos con el que publicó dos álbumes de corte rockabilly: Profetas y Frenéticos (1991) y Nuevo orden (1992), aunque no obtuvo éxito comercial con ninguno de estos trabajos, es considerada una de las bandas más influyentes de la década de 1990 en Chile. En 2000 publicó su primer disco solista, Claudio Narea, que recibió buenas críticas, pero una tibia recepción del público, mientras que Tapia con Aguayo formaron el dúo tecno-pop Jardín Secreto, con el respaldo de Rodríguez y otros músicos editaron dos álbumes que pasaron inadvertidos: Jardín Secreto (1993) y El sonido de existir (1997), este último tenía una versión de «El Albertío» de Violeta Parra, producido por González. Este fue el más exitoso de los tres: su primer álbum solista Jorge González (1993), que, si bien no vendió como se esperaba, contenía la canción «Fe» que se convirtió en un éxito en varios países, incluso, cuando Los Prisioneros visitaron México durante la gira de reencuentro, tuvieron que tocarla obligatoriamente debido a la popularidad de la canción en ese país; desde 2004 formó parte del repertorio estable presentaciones. Luego vendrían altos y bajos en la carrera de González, con discos arriesgados que no tuvieron buena acogida del público: El futuro se fue (1994) y Mi destino (1999), y el proyecto experimental Gonzalo Martínez y sus congas pensantes (1997), este último un álbum de cumbias electrónicas editado en dupla con Martín Schopf (Dandy Jack), destrozado por la crítica en Chile pero elogiado en el circuito underground de Europa.
En 1994, hubo un primer intento de reunir a la formación original en un concierto, un empresario de nombre Luis Venegas, les ofreció 10 millones de pesos como adelanto a cada integrante, y la suma iría creciendo por las veces que tocaran. Narea y Tapia aceptaron, y se juntaron algunas ocasiones para hablar de esto, mientras que González no respondió. El guitarrista lo visitó a pedido de Venegas, sin embargo, al cantante, que estaba por lanzar El futuro se fue, no estaba interesado en tocar con Los Prisioneros por potenciar su carrera solista.
A fines de 1995, los tres son contactados por Fonseca, entonces gerente de mercadeo de EMI Odeon Chilena, para proponerles editar un álbum recopilatorio que, además de contener los éxitos de la banda, incluyera canciones inéditas. De esta forma, volvieron a reunirse para seleccionar los temas, algunos inéditos. El 12 de julio de 1996 lanzaron en CD doble Ni por la razón, ni por la fuerza, título que hace contradicción irónica al lema patrio chileno: «Por la razón o la fuerza». Además, en la portada aparecen Los Prisioneros vestidos como próceres de la independencia y rebautizados como «Bernardo González», «José Miguel Narea» y «Manuel Tapia». En tan solo tres semanas habían recibido un doble disco de platino por 50 000 unidades vendidas. Con 100 000 discos dobles, lograron vender más que cualquier banda chilena activa en la década de 1990, un fenómeno en Chile que no sucedió con Lucho Gatica, José Alfredo Fuentes, Violeta Parra o Los Jaivas.
A fines de 1996, González, Narea y Tapia tocaron juntos en una sala de ensayo de propiedad del guitarrista. A la reunión el momento estuvo como única espectadora la periodista Marisol García, quien no entregó los detalles a la prensa ni tampoco estos se enteraron. A inicios de 1997, Narea le sugirió a González reunir a la banda en un concierto en el Estadio Nacional, pero este descartó la propuesta. En 1998, González formó la banda Los Dioses junto a Tapia y el venezolano Argenis Brito (exmiembro de Los Chamos) con la que realizaron una gira por Perú y Chile subtitulada «Lo mejor de Los Prisioneros», en la que interpretaron clásicos de la banda y versiones de artistas como Los Tres, Leo Dan, Albert Hammond y Electrodomésticos, así como algunos temas propios y proyectos paralelos de cada integrante. En marzo de 1999, González decidió dejar el grupo al colapsar, mientras Tapia y Brito continuaron bajo el nombre Razón Humanitaria, pero el dúo se disolvió al poco tiempo sin ningún álbum publicado. En 2000, el cantante se internó en el Centro de Desintoxicación de Villa Quinqué en La Habana (Cuba) para superar su adicción a las drogas.
En 2000 hubo dos lanzamientos: en octubre el álbum homenaje Tributo a Los Prisioneros, producido por Fonseca bajo el sello Warner Music, que contó con dieciocho músicos chilenos, algunos de ellos fieles a las versiones originales, mientras que otros hicieron sus propias interpretaciones, lo que dio una mezcla de diversos estilos y géneros como Makiza en «Latinoamérica es un pueblo al sur de Estados Unidos», una versión electrónica de «¿Quién mató a Marilyn?» de Pánico, una interpretación de Mamma Soul de «Estrechez de corazón» al estilo de Janet Jackson en The Velvet Rope, una versión reggae de Gondwana de «El baile de los que sobran» o la reinvención de «¿Por qué no se van?» a cargo de Florcita Motuda, que cambió la letra y el título a «Mejor yo me voy del país». La versión de «Estar solo» por Carlos Cabezas, contó con González en los coros junto a Álvaro Henríquez y Roberto «Rumpy» Artiagoitia. En noviembre EMI Odeon lanzó el álbum en vivo El caset pirata con registros de la banda entre 1986 y 1992, producido por González. Vendió 20 000 copias.

### Reunión (2001-2003)

#### Conciertos en el Estadio Nacional y gira de reencuentro
El 5 de septiembre, la formación original de Los Prisioneros anunció su regreso después de doce años y lanzó un nuevo sencillo de una antigua canción regrabada especialmente para la ocasión, «Las sierras eléctricas», originalmente registrada antes de la salida de Claudio Narea en 1989 para Corazones, publicada póstumamente en Ni por la razón, ni por la fuerza. El tema no tuvo mucha difusión en las radios. Ese año EMI editó el álbum doble recopilatorio Antología, su historia y sus éxitos, un disco más completo que Grandes éxitos de solo 55 minutos de duración, por lo que decidieron retirar este último de los catálogos. El sello tuvo problemas contractuales, ya que por contrato no podían editar un disco sin el consentimiento de la banda, por lo que tuvieron que adecuarse a las exigencias de ellos. Además, incluía el demo grabado de «Las sierras eléctricas» en 1989, que no era propiedad de la casa disquera. Más tarde, González acusó a EMI de no pagar ningún derecho por sus producciones cuando pertenecían al sello.
El 9 de octubre hicieron una conferencia de prensa en la Feria del Disco, su primera aparición pública en años, a la que concurrieron todos los medios de comunicación locales, mientras una multitud de fanáticos se aglomeraba en el Paseo Ahumada, para anunciar la realización de un concierto en el Estadio Nacional para el 1 de diciembre. El 22 de octubre hicieron su primera y única aparición en televisión antes del recital, en el programa De pe a pa, donde interpretaron en directo «La voz de los '80». El estelar obtuvo 34 puntos de cuota de pantalla, y gracias a eso y a la conferencia, como única publicidad al concierto, agotaron las entradas que quedaban y decidieron fijar una segunda fecha. Primero se contempló el 2 de diciembre, pero Universidad de Chile debía jugar el último partido de la fecha del campeonato nacional, y el estadio debía ser entregado al día siguiente; por lo tanto el concierto quedó fijado para el 30 de noviembre. Dos días antes del primer concierto, fueron invitados al Palacio de la Moneda por la primera dama, Luisa Durán, con el fin de apoyar la campaña Sonrisa de Mujer.

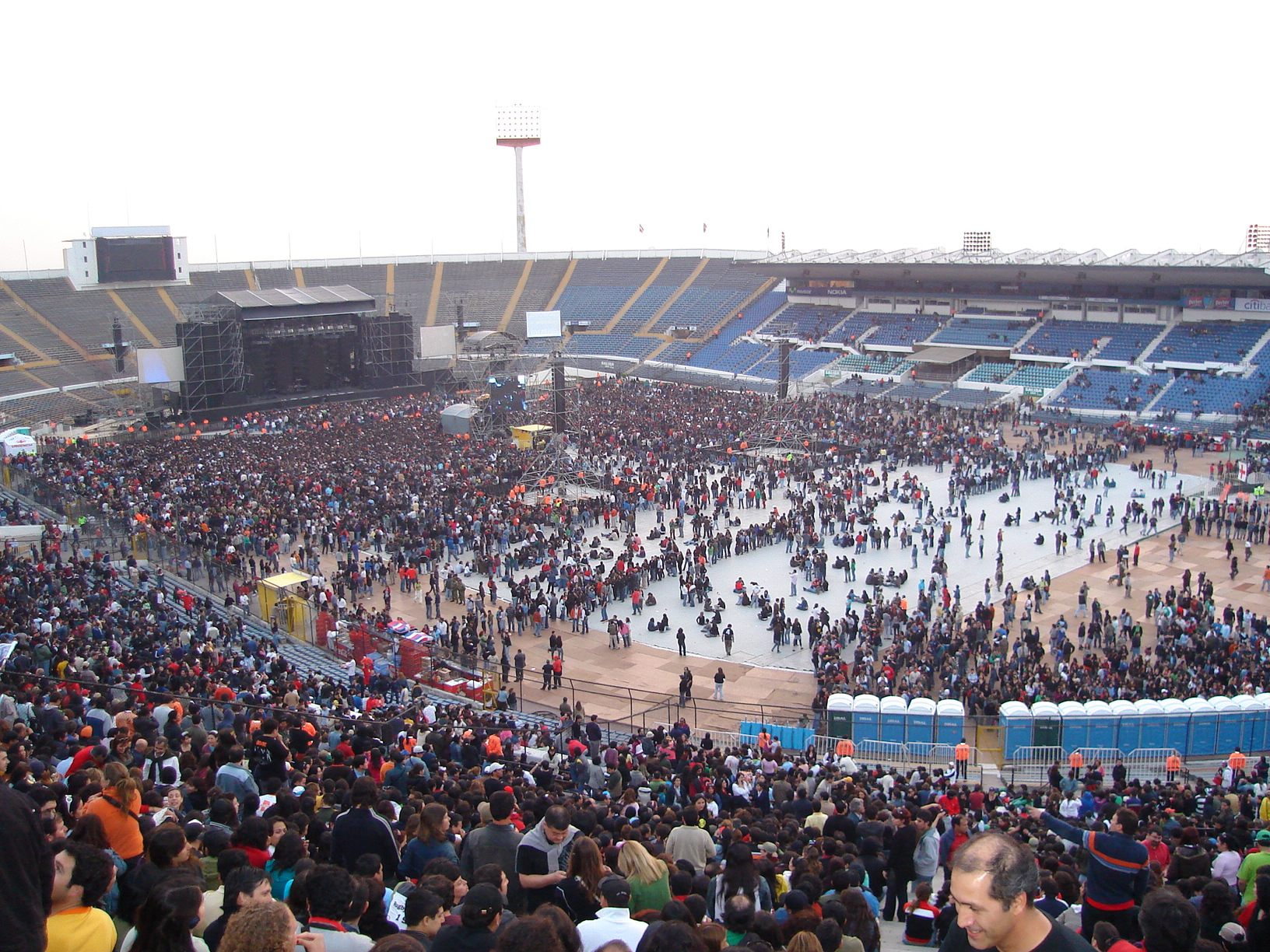
El público repletando el Estadio Nacional para el primero de dos conciertos de Soda Stereo de su gira de reencuentro Me veras volver, en 2007. Lograrían alcanzar el récord de Los Prisioneros

Más de 140 000 personas repletaron el Estadio Nacional las dos noches que se presentaron Los Prisioneros, siendo los únicos en llenar dos veces seguidas el recinto de Ñuñoa sin promociones ni entradas regaladas. En la primera noche, González hizo alusión al pasado del Estadio Nacional como campo de concentración y centro de torturas y ejecuciones tras el golpe de Estado en Chile de 1973, criticó a Joaquín Lavín por intentar lavar su imagen distanciándose de la figura de Pinochet y atacó a Estados Unidos por su complicidad en el golpe y por su hipocresía al declarar la guerra al terrorismo a pesar de patrocinar actos de terrorismo de Estado como los ocurridos en Chile. El evento lo cubrieron más de trescientos medios acreditados, la mayoría locales pero también internacionales con sus corresponsales chilenos como BBC, CNN, MTV, Telemundo, el periódico Chicago Tribune y las revistas Billboard y Rolling Stone, otros vinieron especialmente como los canales Puma TV de Venezuela, Antena 3 y el diario La República de Perú.
El 18 de febrero de 2002, luego de recibir ofertas por parte de Universal y Warner Music, el grupo finalmente optó firmar un contrato con el último para editar el concierto del Estadio Nacional en un álbum en vivo doble que sería lanzado en marzo y un DVD durante el año. Usaron el registro de la segunda noche, por lo que excluyeron las críticas a Lavín, además de las interpretaciones de «Estrechez de corazón» y «Pa pa pa». El 27 de febrero, realizaron una conferencia de prensa en las oficinas de su nuevo sello para anunciar su futuro lanzamiento del álbum y una gira por todo Chile. Sin embargo, la conferencia estuvo enfocada en los problemas de drogas de González al ser detenido unos días antes por portar papelillos de cocaína en su vehículo en Cajón del Maipo. Este alabó la piratería porque los discos eran caros, mientras Narea discrepó al decir que era una «mafia organizada» que podría afectar las industrias discográficas.
El álbum en directo, titulado sencillamente Estadio Nacional, lanzado el 14 de marzo, vendió 30 000 copias a tan solo cinco días de salir en venta con doble disco de platino. Se ubicó en el primer puesto de ventas en Chile, al superar los álbumes Sereno y Laundry Service (2001) de Miguel Bosé y Shakira, respectivamente. El diario popular La Cuarta declaró como «todo un récord» debido a la situación económica y por la alta piratería que vivía en Chile en aquel entonces, «se hace doblemente relevante, puesto que se trata de un disco doble, que vale más caro que un álbum normal». Más tarde, los lectores de EMOL eligieron a Estadio Nacional como el mejor disco nacional de 2002. La gira de reencuentro empezó en el sur de Chile, que congregó a 61 000 personas; siguió en abril en el norte y después en el centro para cerrar en mayo en Viña del Mar. En junio actuaron en Estación Mapocho a beneficio de los damnificados a causa del temporal que afectó al país ese año, y en julio empezaron la gira internacional en Perú, donde los lectores del diario local El Comercio lo eligieron como el mejor concierto de rock ofrecido en el país en 2002.
El 4 de septiembre, Los Prisioneros publicaron la versión audiovisual de Estadio Nacional en DVD doble, bajo el título Los Prisioneros: Lo estamos pasando muy bien, puesto en venta al día siguiente, incluyó además un documental realizado por la periodista Carmen Luz Parot, con entrevistas a cada uno de los integrantes, los ensayos para los recitales, imágenes de los entre telones y recitales dados en Concepción y Viña del Mar, entre otras cosas. A tan solo veinte días de salir en tiendas, logró vender 9000 copias, Tabaré Couto (director de mercadeo de Warner Music Chile) comentó que iba a hablar con la Asociación de Productores Fonográficos para ver como entregar un disco de oro, ya que nunca se había entregado uno por ventas de este formato en Chile. Obtuvo 20 000 copias con disco de platino, alcanzó el récord de mayor número de copias vendidas de DVD en Chile, pero sería destronado un año después por 31 minutos. Más tarde, Fonseca comentó que cuando sacaron el DVD, de ahí en adelante lo empezaron a pasar mal.
El 25 de octubre, Los Prisioneros asistieron a la primera entrega de premios de la cadena MTV Latinoamérica en el Teatro Jackie Gleason de Miami, nominados en la categoría «Mejor artista suroeste». En la ceremonia, González junto con Álex Lora (de El Tri) y Ricardo Mollo (de Divididos) hicieron entrega del premio al «Mejor vídeo del año» a Shakira. En noviembre, Los Prisioneros hicieron una serie de presentaciones en España, Estados Unidos y México.

#### Polémicas yLos Prisioneros
De regreso a Chile, asistieron al cierre de la Teletón 2002 en el Estadio Nacional; antes de ejecutar el primer tema, González comentó que era «lindo» que el «ego gigante» de los artistas que quieren figurar y «la avaricia y el buen sentido del negocio» de las empresas, que pueden subir los precios, pagar menos impuestos, hacerse publicidad, y, a través de sus consumidores, «ayudar», sirviera como aporte para los niños del evento caritativo. Mientras interpretaban «Quieren dinero», siguió con su ironía al hacer modificaciones a la letra citando a los políticos Lavín y Hernán Büchi, los empresarios Andrónico Luksic y Anacleto Angelini, y los Pinocheques. A pesar de que lo cuestionaron duramente por sus dichos, reiteró en una conferencia de que era «bueno que se transformara algo tan penca como Kike Morandé, Cecilia Bolocco, en algo positivo que es la ayuda para los niños [...] [porque] todo el año no significan nada más que una cosa grosera, superficial, de avaricia, de malos ejemplos, que rebajan la cultura [...] [y] el nivel intelectual de todo el mundo por la televisión». Señaló además, que también se hacían una autocrítica por formar parte de eso. Los días 6 y 7 de diciembre Los Prisioneros se presentaron en el Estadio Chile, con 5500 espectadores.
En febrero de 2003, tras tocar en el Bamboo Square de Perú, González concedió una entrevista al diario local Correo, donde dijo que los chilenos eran una «mierda», unos «flojos y ladrones», y remató que «a veces le daba vergüenza ser chileno»; antes del recital, en una conferencia de prensa de la banda, mencionó que los chilenos estaban dispuestos a usar sus armas contra Perú y Bolivia. Cuando regresaron, la cámara de diputados acusó al vocalista de cometer una infracción a la Ley de Seguridad del Estado y los diarios señalaban el descontento popular. Las Últimas Noticias calificó a González como «antipatriota». El 6 de febrero, Los Prisioneros hicieron una conferencia de prensa en las oficinas de Warner Music, donde el líder pidió disculpas al 99 % de los chilenos y afirmó que sus comentarios iban dirigidos a las grandes empresas económicas como Lucchetti, que se enriquecieron en la dictadura militar. Esto coincidía con los días próximos a la presentación del trío sanmiguelino en el XLIV Festival Internacional de la Canción de Viña del Mar. En ese lapso hicieron una gira por el sur del país.
El 22 de febrero, Los Prisioneros se presentaron por primera vez como formación original en la Quinta Vergara, luego de que el Monstruo silbara contra la banda las jornadas anteriores cuando eran nombrados. Por su parte, González fue obligado a firmar un contrato en el que se le prohibió expresamente hablar, sin embargo, fiel a su estilo irreverente, cuando subieron al escenario, entró desafiante pidiendo pifias (silbatinas) al público, y se las ingenió para lanzar sus críticas al improvisar en las canciones: en «Sexo» arremetió contra la hipocresía de los canales de televisión conservadores Canal 13 y Mega que decían defender los valores cristianos mientras se callaban los crímenes cometidos en la dictadura, o bien transmitían contenido subido de tono inmediatamente después del sermón religioso con el que cerraban el noticiero, y también contra la oposición de la Iglesia católica al uso del condón. En «No necesitamos banderas» y «Latinoamérica es un pueblo al sur de Estados Unidos» atacó duramente a George W. Bush, la guerra de Irak, el chauvinismo y la xenofobia, y en «El baile de los que sobran» criticó el segregacionismo del sistema educacional chileno, además, atacó directamente a la prensa, siendo premiados con las dos antorchas y la gaviota de plata. Las declaraciones del vocalista no solo repercutieron en Chile, también en medios de otros países de Latinoamérica como RPP y Peru.com de Perú, y el diario El Universal de México, este último señaló que el grupo pasó a la historia del Festival. Tuvieron el mayor nivel de audiencia de la edición festivalera, con 47 puntos de cuota de pantalla. La Cuarta señaló que la crítica los eligió de forma unánime como la mejor actuación de las seis noches, y los lectores de EMOL por amplia mayoría como «el mejor concierto popular del año».
El 29 de marzo, con el financiamiento del gobierno de Chile y la gestión de la primera dama para recaudar fondos para becas y compras de instrumentos para la Fundación de Orquestas Juveniles e Infantiles y las Escuelas de Rock, Los Prisioneros dieron un nuevo concierto en el Estadio Nacional, con 65 músicos de la Orquesta Sinfónica Nacional Juvenil. González alabó al Presidente de la República, Ricardo Lagos, por su valentía de no apoyar al gobierno de Estados Unidos en la guerra de Irak, ante 60 000 personas; posteriormente acusó a los medios, principalmente de ultraderecha, de darle poca difusión. Repletaron el Nacional por tercera vez.
El 13 de mayo, Los Prisioneros liberaron el primer corte de su nueva placa, «Ultraderecha», desde la cancha del Estadio Nacional a través de un móvil para el programa Ciencia ficción de la radio Rock & Pop conducido por Sergio Lagos. Se posicionó en el primer lugar en las radios chilenas y tuvo buena difusión en las de Colombia. El 5 de junio publicaron su primer álbum con canciones originales en trece años, titulado simplemente Los Prisioneros que incluyó el tema «Canción del trabajo», una idea original de Narea y que permitió que González reescribiera. A dos horas de su lanzamiento, obtuvo disco de oro con más de 10 000 copias vendidas, sin embargo, el disco no tenía el sonido característico del trío, por lo que fue recibido por los fanes con extrañeza y de forma negativa por la crítica, quienes lo catalogaron un álbum «techno», a pesar de que había temas que contaban con guitarras como «Europa» y otros estilos como funk en «El otro extranjero». Jaime Meneses de Rockaxis comparó el disco con una pintura: «es un cuadro hecho con pinturas de diversos colores que se ven bien de lejos, pero que de cerca irradian algunas fallas». Con solo 20 000 copias, se le consideró un pequeño fracaso. El 24 de julio, presentaron «San Miguel» como segundo sencillo en un recorrido en una micro amarilla que hicieron por la comuna que los vio crecer y forjar como grupo, nuevamente para el programa Ciencia ficción de la radio Rock & Pop, en donde contaron sus vivencias en aquella localidad. La canción la compuso para La cultura de la basura, y su hermano Marco le recordó y decidió incluirla en el disco. Entre mayo y agosto se presentaron en Bolivia, Perú, Ecuador y Colombia, este último con los recintos llenos.
El 5 de septiembre, volvieron una vez más al Estadio Nacional para participar en el concierto El sueño existe a tributo de Salvador Allende, interpretando cuatro temas, donde, en lugar de concluir la parte final de «El baile de los que sobran», pasaron rápidamente  a «Bailan sin cesar» de 31 minutos. En la prueba de sonido tocaron esta canción sin darle aviso a Narea. Ese mes participaron en el homenaje a Víctor Jara en el Estadio Chile, rebautizado en su honor como Estadio Víctor Jara. Esta sería la última actuación de Narea con Los Prisioneros en Santiago.

#### Segunda salida de Narea e incorporación de Álvaro Henríquez
Las tensiones en la banda ya estaban nuevamente presentes en septiembre de 2002, luego de que González le entregara a Narea los demos para Los Prisioneros, este quedó defraudado al escucharlos a diferencia de Tapia y Fonseca que estaban entusiasmados. Durante la grabación no quería grabar las guitarras, ponía constantemente en duda que las canciones serían del agrado del público, cuestionando, además, que la capacidad del compositor del grupo, fuera la de antaño. Esto empezó a molestar al resto del grupo, en especial a González, lo que detonó en la expulsión del guitarrista a dos meses de publicarse el álbum.

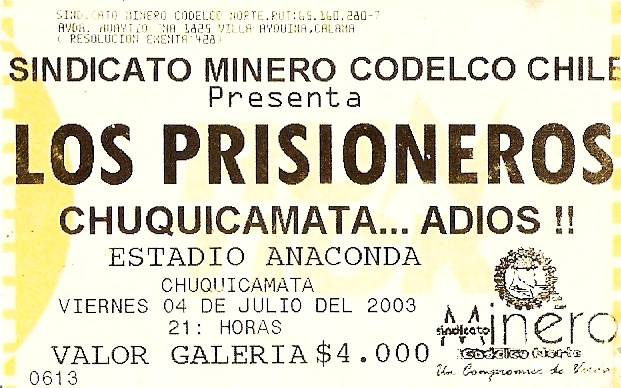
Entrada para un concierto en Chuquicamata, en julio de 2003. En una fiesta después del recital, un ebrio Tapia le dejó entrever a la asistente de Fonseca, que con González tenían planeado hacer algo en contra de Narea, en dos meses más.

El 16 de septiembre de 2003 se hizo pública la partida de Narea. Al día siguiente, Los Prisioneros tocaron sin él en la apertura de La Yein Fonda, con Álvaro Henríquez (líder por entonces de Pettinellis) como nuevo suplente. No obstante, Fonseca tenía cerrado un trato para un último concierto con la formación original el 21 de ese mes, en el cierre de la Fiesta de la Pampilla de Coquimbo. Narea llegó por separado del resto de la banda, y hospedó en un hotel distinto al de ellos. El distanciamiento se vio reflejado incluso en el recital, instancia en donde González hizo oficial su salida: «Esta no es precisamente una actuación muy alegre para nosotros porque [...] es la última vez que tocamos con nuestro compadre Claudio». Terminado el evento, Narea reveló los motivos de su alejamiento a través de una carta en la página web de fanes de la banda

Este despido me fue comunicado el día 18 de agosto, en el marco de una reunión a la que fui convocado por Jorge y Miguel. Sin mediar diálogos ni discusiones, Jorge González me comunicó, simplemente, que «no queremos tocar más contigo». Me acusó de querer sobresalir y de comentar con amigos mis problemas al interior del grupo. Estaba especialmente molesto por una entrevista que concedí en junio al diario Las Últimas Noticias, a pesar de que se trató de una conversación sobre asuntos personales en la que no revelé ningún tipo de infidencia sobre la banda.

El 25 de septiembre, Los Prisioneros convocaron una conferencia de prensa para anunciar los siguientes pasos del grupo. Aunque desde un principio advirtieron de que no se iban a referir sobre la salida de Narea, los periodistas insistieron en el tema. Tapia confirmó el despido tras las presiones, entonces, González interrumpió con la presentación de Henríquez como nuevo integrante. Este aclaró que solo era músico invitado y no el reemplazante de Narea. No pasaron ni diez minutos, cuando de pronto González botó todos los micrófonos ante la insistencia, y dejó el lugar sumamente molesto. Esto repercutió negativamente la gira con Café Tacuba en Chile y en las ventas de En las raras tocatas nuevas de la Rock & Pop, que no superó las 1000 copias. Este es un álbum de versiones de artistas como The Beatles, Virus, Bee Gees, Los Iracundos, Los Gatos o 31 minutos, además de reversiones a los temas de Los Prisioneros: «En el cementerio» y «Concepción». Contó con la colaboración de Pablo llabaca (integrante de Chancho en Piedra). Lo grabaron en los estudios de Rock & Pop para el programa Raras tocatas nuevas, el mismo día del incidente con los micrófonos.
El 5 de octubre, iniciaron una serie de conciertos en México, en el que incluyeron dentro de su reportorio el tema «Déjate caer» de Los Tres. Por esos días, la gente empezó a llamarlos «Los Prisionellis», nombre dado por Henríquez como broma para explicar esta nueva alineación durante la fallida conferencia de prensa. El 23 de octubre, en la apertura de la segunda entrega de premios de MTV Latinoamérica, que celebraba diez años de existencia, González integró el supergrupo creado por la cadena, Los Black Stripes, integrado por artistas como Ricky Martin, Juanes y Charly Alberti. Después de la interpretación de Álex Lora de «We are sudamerican rockers», González gritó «¡Viva Cuba!» al terminar de cantar «Bolero falaz» de Aterciopelados. Los Prisioneros estaban nominados en la categoría «Mejor artista central», pero una vez más ganó Libido quienes para celebrar realizaron un concierto en el Museo de la Nación de Lima, donde invitaron a Narea y Zeta Bosio, «ambos representantes de las dos bandas sudamericanas de mayor popularidad», según Toño Jáuregui.

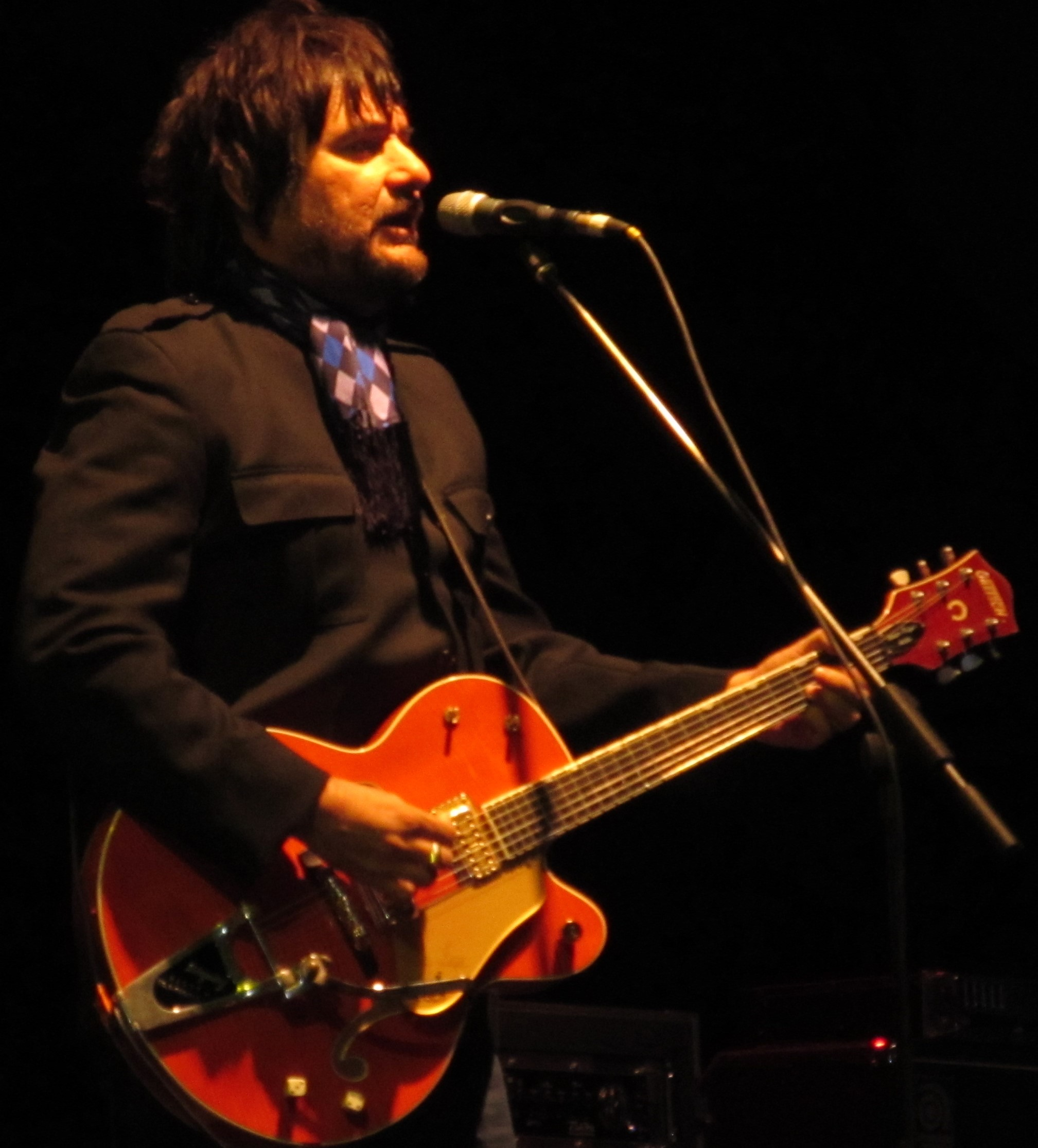
Henríquez en un concierto de Los Tres, en 2012.

El 31 de octubre, Los Prisioneros partieron la gira con Café Tacuba en Antofagasta, luego por Santiago —en el Court Central del Estadio Nacional, con Ángel Parra, Roberto Lindl y los integrantes de Petinellis de invitados—, Concepción y Viña del Mar, sin lograr convocar en ninguno a más de 5000 personas por función, apenas cerca de 20 500 en total. González molesto, estaba considerando radicar en México. Las pérdidas millonarias de la gira afectaron también a Narea, que, a pesar de ya no estar en la banda, todavía era parte de Los Cuatro Luchos Ltda., sociedad que habían creado para en la reunión, en 2001. En junio de 2004, el exguitarrista le interpuso a su exgrupo una querella en tribunales por apropiación indebida, un proceder que le criticaron tanto ellos como los fanes. El caso quedaría resuelto al pagarle todo lo exigido.
Los Prisioneros pretendían recuperar lo perdido en el marco de la gira en México, pero según Manuel Maira, la única que vez que compartieron escenario con Café Tacuba fue en un festival de Monterrey, mientras que en el resto de fechas el nivel de producción era de menor calidad que el de Chile. Durante esos días, González empezó a discutir con Henríquez, pues el último no llegaba a las pruebas de sonido y en lugar de eso iba a fiestas. En una presentación en Mexicali, llegó diez minutos antes de que empezara. A pesar de esto, la relación entre ellos no quedó afectada porque Henríquez era el líder de Los Tres. El 14 de diciembre de 2003, actuaron por última vez con Henríquez en Curicó. A principios de 2004, el sitio web de la banda confirmó que ya no seguía como invitado.

### Años finales (2004-2006)

#### Manzanay separación definitiva

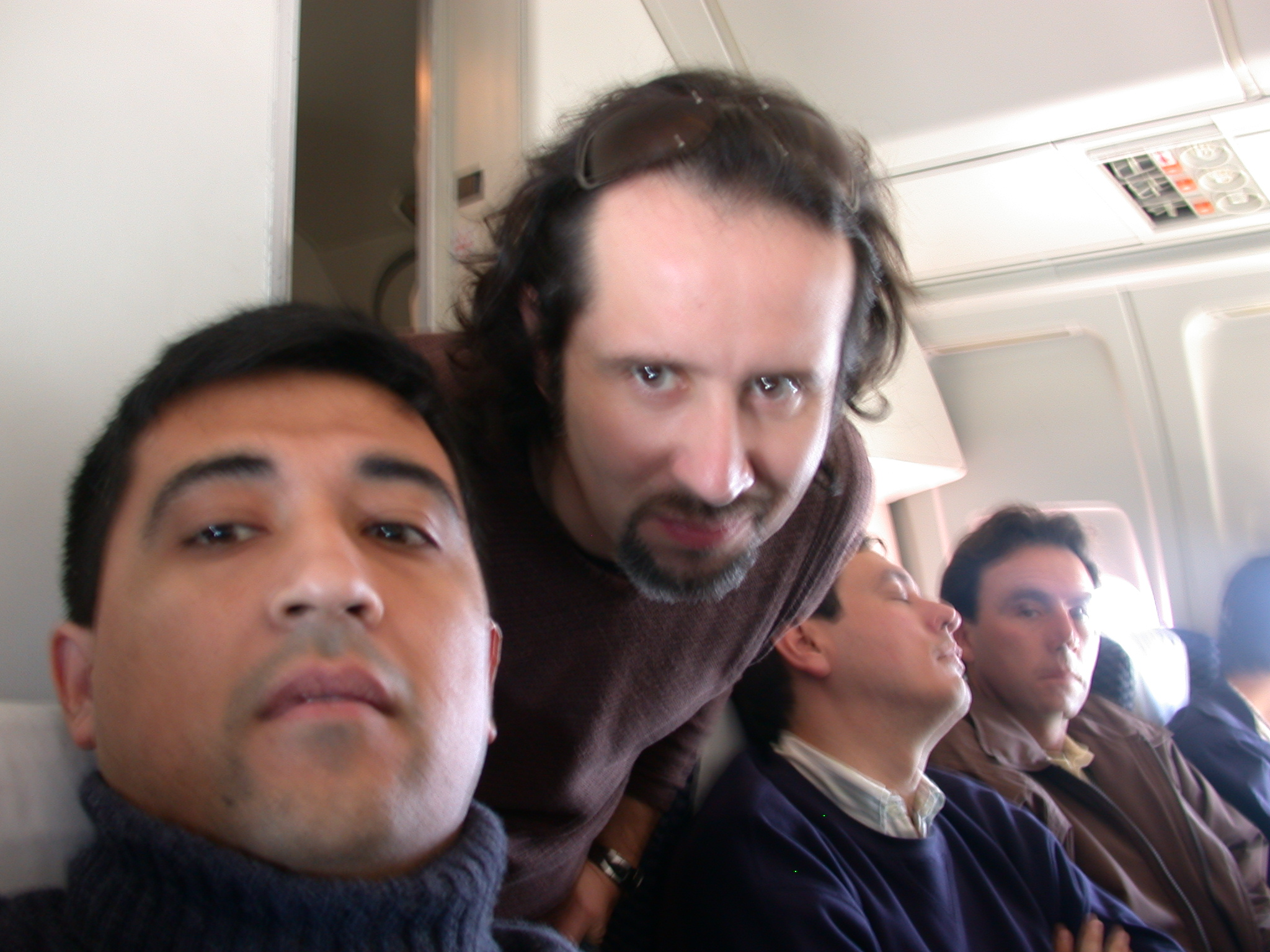
Tapia (centro) a bordo de un avión rumbo a Iquique, agosto de 2004.

El 30 de enero de 2004 es presentado Sergio «Coti» Badilla como integrante formal de Los Prisioneros en Calera de Tango. Badilla formó parte del proyecto de Tapia, Razón Humanitaria, y participó en el álbum Los Prisioneros. Se incorporó al grupo desde 2001 como técnico, acompañándolos en las últimas treinta presentaciones, incluyendo las giras por México, Estados Unidos y España. González pasó a ser primer guitarra como en la época de Corazones, Badilla segunda guitarra —programando las bases y bajos— y Tapia batería. A finales de enero y principios de febrero hicieron una gira por Chile, para luego empezar a grabar un nuevo álbum. El 27 de marzo participaron en el homenaje a Gladys Marín en Estación Mapocho, con Gonzalo Yáñez como invitado en tercer guitarra, y estrenaron un tema nuevo: «Mr. Right». El 9 de junio, Yáñez lo presentaron como miembro oficial, en el Gimnasio Regional de Talca. Como adelanto al nuevo trabajo, el ahora cuarteto lanzó el primer sencillo «El muro», tema acerca de los problemas limítrofes entre México y Estados Unidos.
El sexto y último álbum, Manzana, que contó con las colaboraciones de Henríquez y Beto Cuevas, lo presentaron el 19 de agosto en el Teatro Providencia, y lo promocionaron en Estados Unidos, Canadá, Perú y México. Marisol García señaló que en este álbum recuperaron la fuerza roquera descuidada en el homónimo. «La guitarra eléctrica se utiliza aquí sin timidez (solos, rasgueos rápidos, ritmos ska, etc.)». El álbum incluyó además el tema «Azota», una versión en español de «Whip It» de Devo, y la canción «Acomodado en el rock and roll», una burla a Narea. El segundo sencillo, «Manzana», contó con la participación de la cantante infantil Christell Rodríguez como protagonista del videoclip. A pesar de todo esto, apenas vendió 9000 copias, pero logró un mayor reconocimiento en Perú, Colombia y México. Según Rodrigo Pérez Maldonado de La Nación, el haber realizado escasa difusión en suelo nacional, con una breve gira en regiones y dos conciertos en Santiago, redujo enormemente el impacto local.
En diciembre, al hacerse oficial que Los Prisioneros se radicarían en México, tuvieron dos bajas. La primera de ellas la de Yáñez, quien dejó amistosamente la banda para enfocarse en su primer disco solista. A principios de 2005, le correspondió el turno a Fonseca, quien aseguró que era en buenos términos para priorizar su vida familiar. Años más tarde confesó que había tenido una gran pelea con González en el mismo año 2005 en Cali (Colombia), donde sentía que Los Prisioneros ya eran un «caballo muerto» y el cantante no quería admitirlo. Luego de ser reemplazado primero por Víctor Varela y después por Patricio Guzmán, el hermano de González: Marco, fue el último en tomar las riendas del grupo.
El 9 de abril tuvo lugar la despedida en el estadio Santiago Bueras de Maipú con una asistencia de 8000 personas, solo la mitad de su capacidad. González ya tenía una vivienda en Ciudad de México, en tanto Tapia no concretaba su mudanza. En agosto el baterista regresó a Santiago a comprar sus bienes raíces, de esta manera la banda no podía hacer nuevo material ni ensayar los conciertos, por lo que pactaron terminar sus compromisos para separarse el 1 de marzo de 2006. El 3 de febrero, participaron en el Festival de La Serena y el 10 de ese mes tocaron en Coelemu, la última presentación de la agrupación en su país. El 18 de febrero actuaron en el Aula Magna de la Universidad Central de Venezuela, Tapia le reveló al diario local, El Mundo, que este era el último concierto de Los Prisioneros y que se disolvieron. Según la prensa, durante el espectáculo que duró apenas una hora, el vocalista se enfrentó duramente con el público, después se marchó al hotel mientras Tapia y Badilla seguían en el escenario y los asistentes los llamaban «traicioneros». González le aseguró a la revista Rolling Stone, que los aplaudían. Marco lo logró convencer de que volviera para terminar el concierto. Cuando llegó, estaba solo en el escenario. Tras finalizar, los asistentes quedaron molestos y González y Tapia peleados, el primero volvió a México y el segundo a Chile con Badilla.

## Después de la separación
Tras la disolución definitiva en 2006, ha habido múltiples ofertas para reunir al trío sanmiguelino, desde tentativas de privados hasta algunas de mayor perfil, como la del Maquinaria Festival 2012. Pero solo Tapia ha estado dispuesto a volver a tocar con sus excompañeros. González, radicado en Berlín entonces, rechazó una propuesta en septiembre de 2014, formulada por personeros del canal Chilevisión, que pretendía juntarlo con Tapia en un concierto en el Estadio Nacional. La ausencia de Narea en esta propuesta se debió, en primer lugar, al quiebre de la amistad de ambos, que llegó a un punto álgido con la reedición de su libro autobiográfico del guitarrista: Los Prisioneros: Biografía de una amistad (2014), en el que acusó a González de estar obsesionado con él, y de acosarlo por años a él y a su familia tanto en persona como por internet, e incluso a través de canciones, lo que atribuyó a una posible atracción homosexual no asumida; y, en segundo lugar, por las críticas de Narea contra la serie televisiva Sudamerican Rockers, producida precisamente por Chilevisión.

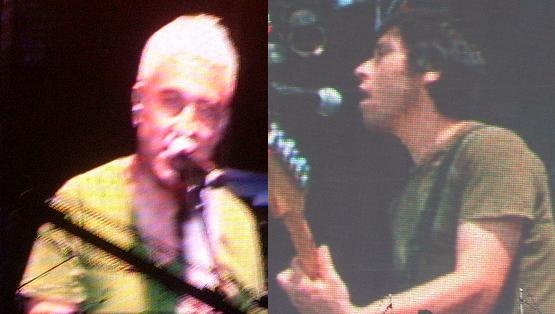
González y Narea tocando por separado en La Cumbre del Rock Chileno II, enero de 2009

En enero de 2009, Narea y Tapia aparecieron juntos en La Cumbre del Rock Chileno II después de más de cinco años de separación, desde entonces conformaron un dúo llamado precisamente Narea y Tapia con el que ofrecieron numerosos conciertos interpretando temas de la banda, con la aprobación de González. A fines de 2010, publicaron tres canciones para descarga gratuita en su sitio web, entre ellas «Fiesta nuclear» que Narea había desechado de Los Prisioneros. Lograron en dos meses más de un millón y medio de descargas en más de veinte países de los cinco continentes. Coincidiendo con el 26.º aniversario de La voz de los '80, González comenzó una gira nacional a fines de 2010 para interpretar en vivo todo el álbum. En el Festival El Abrazo 2010 también iba a interpretar con Gustavo Santaolalla «Tren al sur», pero la organización del evento cortó su presentación tras lanzar duras críticas mientras cantaba. Más tarde interpretó en vivo todo Corazones, acompañado de Cecilia Aguayo y Uwe Schmidt, primero en el festival Primavera Fauna, en 2012, y después en el Teatro Municipal de Santiago, en 2014. La idea de Narea y Tapia de armar un proyecto estable y sacar un álbum no prosperó por diferencias musicales, por lo que cada uno tomó su propio rumbo: Tapia formó la banda Travesía y Narea reanudó su carrera solista, aunque siguieron tocando juntos en vivo.

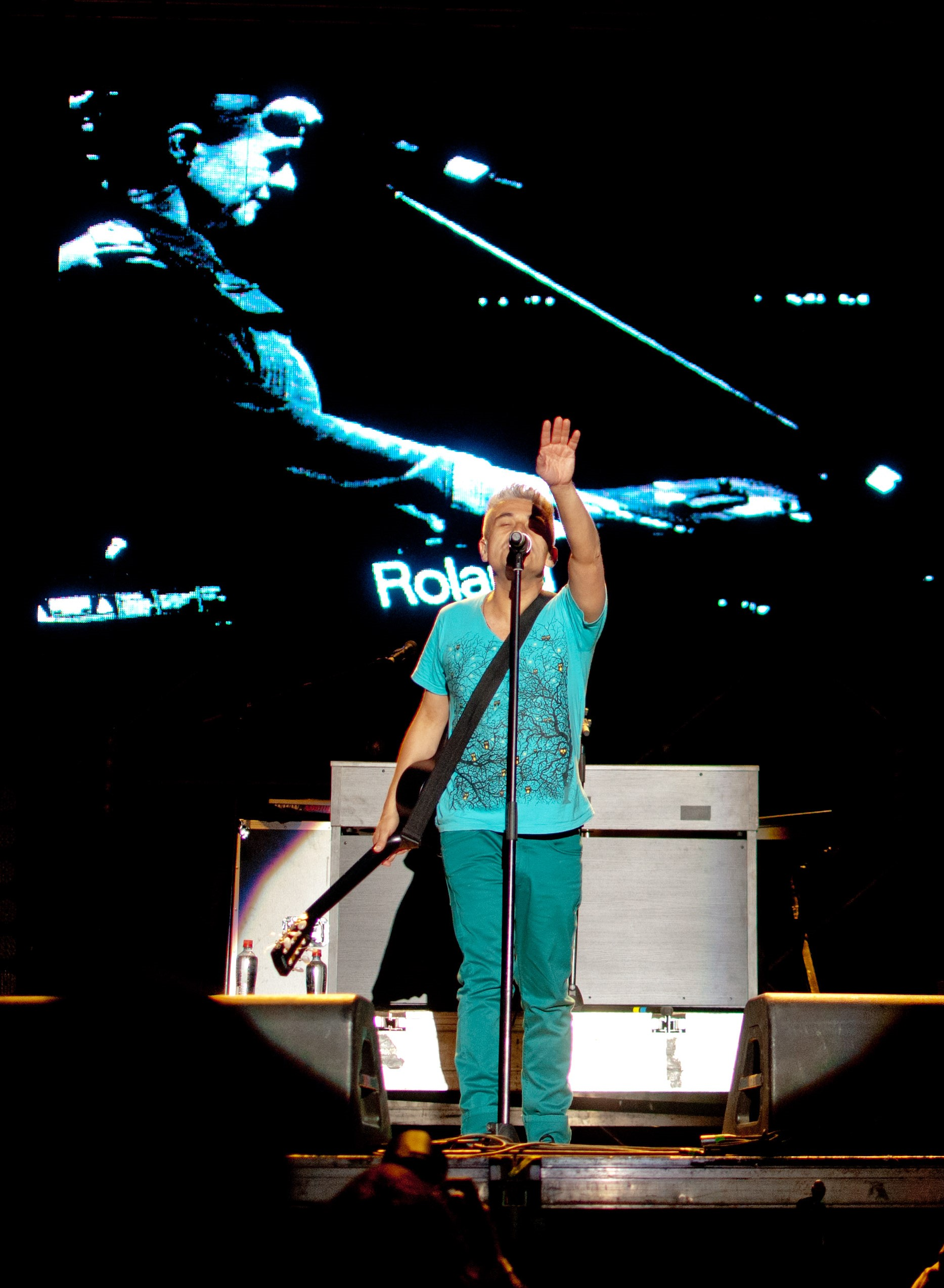
González con Aguayo (en pantalla) en el Primavera Fauna

El febrero de 2015, cuando González iniciaba una nueva gira por Chile, sufrió un accidente cerebrovascular y se quedó en Chile para su rehabilitación. Nueve meses después, reapareció en el concierto Nada es para siempre realizado en su honor en el Movistar Arena, y cantó ocho temas. Tapia participó e interpretó «Paramar» y «¿Quién mató a Marilyn?», y luego los dos a dúo «El baile de los que sobran». El homenaje también significó la reconciliación de ambos a casi una década de la violenta ruptura de Los Prisioneros. En enero de 2017, González se despidió de los escenarios en La Cumbre del Rock Chileno. En junio, Narea y Tapia asistieron a la inauguración del primer paseo de la fama chileno, Boulevard de la Música, para ser homenajeados junto con otros artistas. González, quien no pudo asistir a la ceremonia, apareció en un vídeo grabado que observaron sus excompañeros, lo más cercano a una reunión del trío sanmiguelino.
Con la pandemia de COVID-19 los conciertos de Narea y Tapia cesaron y en mayo de 2021, el baterista anunció su intención de jubilarse, revelación que tomó por sorpresa al guitarrista, quien después, en una nueva reedición de Biografía de una amistad, confirmó el fin de la asociación por discrepancias en los ingresos de la serie Los Prisioneros de Movistar Play, con Tapia como único beneficiario; por otra parte, Narea aseguró que hizo las paces con González, y que no descartaba un reencuentro, sin embargo, el último negó tales afirmaciones.
En 2023, Tapia decidió salir de su retiro para interpretar en vivo todo Corazones. En una entrevista ese año a CNN Chile, reveló que durante el estallido social hubo un intento de reunir a Los Prisioneros, y según afirmó, González habría estado de acuerdo pero hubo «un personaje que no», y que tras eso decidió que no trataría de juntar más a la banda. Narea respondió que a él nunca le informaron de dicha reunión. El 6 de octubre de 2023, Fonseca fallece producto de un cáncer de riñón, a la edad de 62 años. Los tres exprisioneros destacaron su importancia en el éxito del grupo. Durante 2025, se promocionó la gira de Tapia por Colombia y Ecuador como una de Los Prisioneros, con su hijo Amaru como baterista, Marcelo Soto como guitarrista, Alexis Bugueño como bajista y el también exprisionero Coti Badilla como tecladista.

## Estilo musical
Según Álex Zapata en la revista digital Pensamiento Crítico, Los Prisioneros encarnaron un «estado anímico de quiebre con la generación anterior» tomando la herencia punk en su esencia básica, una preocupación por el individuo a que se debe ser auténtico —en oposición al Canto nuevo— manifestándose por medio del new wave, incluso, en la estética, «si el look [del Canto nuevo] incluía el pelo largo, la barba, las vestimentas e indumentarias artesanales, Los Prisioneros utilizaban el pelo corto, sin barba y las vestimentas que cualquier joven pobre podía encontrar en las tiendas de ropa de segunda mano». Sobre este movimiento, Tapia explicó que «lo que nos molestaba era que el Canto nuevo nos parecía muy adornado para lo que estaba pasando. Y lo que estaba pasando era que existían detenciones por sospechas, [...] torturas y matanzas. No era para estar diciendo metáforas. Creo que Jorge proyectaba y sintetizaba muy bien lo que estábamos viviendo como grupo, y lo que conversábamos».
El Mostrador describió a González que «tiene esa sensibilidad característica, que se mueve entre la rebeldía adolescente, la opinión política contestataria, un sufrido viaje por el mundo de las drogas, la experimentación musical y el tenor del ídolo popular que a través de buenas canciones y elementos inexplicables se conecta directamente con el público», además de ser la voz y compositor principal de la banda.

### Influencias

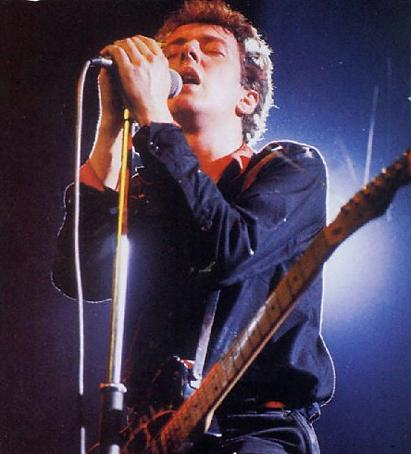
En los años 1980, González dijo que Joe Strummer (en imagen) era al que más le creía sus discursos, de la historia del rock. Narea afirmó que iban a conocer a Strummer cuando regresara de grabar una película en Iquique. Al final no pasó.

Cuando entraron al Liceo N.º 6 en marzo de 1979, escuchaban principalmente a The Beatles, Kiss, Queen, Bee Gees, Supertramp, entre otros. The Clash los influyó de forma decisiva, luego de escucharlos por primera vez en marzo de 1981, a través de un especial de Radio Concierto dedicado a su último álbum, Sandinista!, que se volvería el favorito de González. Quedaron sorprendidos por la diversidad de sonidos con la que experimentaban los británicos: punk, rock, reggae, rap, jazz, disco e incluso vals, y todo esto con un toque humorístico, algo nuevo para ellos que estaban acostumbrados a un rock más tradicional. The Clash tuvo una gran influencia en Los Prisioneros, no solo en el aspecto musical, sino también lírico e ideológico: «Sus canciones mostraban una postura política definida, que nos hizo tomar conciencia de muchas cosas y decidimos que [...], si hacíamos música, no podíamos callarnos frente a lo que pasaba», declararía Narea tras la muerte de Joe Strummer. Esto se reflejó en los discos La voz de los '80 y La cultura de la basura, así como en la lírica y estética del videoclip «We are sudamerican rockers». El asombro por esta banda los llevó a escuchar otros artistas que también cultivaban estos géneros, como The Specials, The Stranglers, Bob Marley, The Cars, Adam and the Ants, Devo, entre otros. Varios medios señalaron que tenían influencias de The Police, pero en diversas ocasiones lo negaron.
Bajo el seudónimo Los Apestosos, con influencias de bandas como Siniestro Total, La Polla Records, Gabinete Caligari, y el grupo pop Golpes Bajos, grabaron los temas: «Generación de mierda», «Invitado de honor», y las versiones de estudio de temas compuestos en la época de Los Pseudopillos y Los Vinchukas: «Policías y ladrones», «King Kong el mono» y «Dejen respirar», en los que imitaban a sus bandas favoritas. En 1985, González y Tapia fueron influenciados por artistas techno como Depeche Mode, Ultravox, Thomas Dolby, Heaven 17, y también de grupos de new wave como The Cure, o de indie rock como The Smiths y Aztec Camera, reflejada en la utilización masiva de teclados, sintetizadores, y batería eléctrica en Pateando piedras.
En 1988, luego de leer la biografía de The Beatles, empezaron a escuchar los artistas que influenciaron al cuarteto de Liverpool en sus inicios, como Elvis Presley, Bo Diddley, Gene Vincent, Buddy Holly, Chuck Berry, entre otros. Por recomendación escucharon a The Cramps, mientras que González leía relatos de H. P. Lovecraft. Con estas influencias, junto con Narea bajo el nombre de Gus Gusano y sus Necrofílicos Hemofílicos, comenzaron a experimentar con el rocanrol, haciendo canciones de tres acordes y letras dementes, solo por diversión. De todo este material emergió posteriormente «We are sudamerican rockers».
Para Corazones, González reconoció influencia en artistas melodramáticos como Salvatore Adamo, Sandro, Camilo Sesto, Julio Iglesias, Nino Bravo, Los Ángeles Negros, Jeanette, Joe Dassin y Los Galos, y también de músicos electrónicos y pop como George Michael, Pet Shop Boys, Rick Astley, The Human League, Mixmaster Morris, Inner City, A Guy Called Gerald, The KLF y Phuture. Mientras que Los Prisioneros, según el cantante, se influenció de los trabajos anteriores de la banda, en cómo podían utilizarlos ahora. De acuerdo con el diario en línea El Mostrador, el homónimo musicalmente es más cercano a Corazones que a cualquier otra producción, algo de lo que recuerda a La cultura de la basura es la «dulzura» del coro de niños en «Canción del trabajo». Pero «San Miguel», «Concepción», «Mami» y «En el cementerio» están de alguna forma conectadas al sonido de Los Tres. «Ultraderecha» tiene influencia de XTC.

### Géneros
En sus inicios Los Prisioneros definieron su música como new wave. González aclaró en más de una oportunidad que eran una banda pop y no de rock. Mediante una nota previa del primer recital en el Estadio Nacional, realizada por Alfredo Lewin para el programa MTV Rocks, González degradó este último género al decir que la palabra rock le sonaba sumamente «ridícula», que el rocanrol tuvo sentido en los años cincuenta, y que bandas como The Doors y Led Zeppelin fueron en realidad «grandes negocios disfrazados de rebeldes», y para terminar dijo: «cuando nosotros partimos, [en] el año 83, ya la palabra rock era ridícula. Nunca nos hemos definido como una banda de rock. Creo que el culto al rocanrol es una estupidez con patas». En una entrevista en 2011, afirmó que creía que Los Prisioneros definitivamente fueron más una banda de techno pop que de rock. El Mostrador dijo que en realidad «Los Prisioneros nunca han sido puristas del rocanrol, al contrario, a lo largo de su carrera han unido elementos de la new wave, el techno, el punk, la música romántica latina y por supuesto el pop».
La voz de los '80 ha sido señalado como un disco punk, pero González negó que cultivaron el género en el debut. Bajo Los Apestosos mostraron íntegramente su faceta punk. Según la banda chilena Bambú, que integraba Quique Neira, «No necesitamos banderas» es el primer reggae grabado en Chile, mientras que Salas Zúñiga dijo que fue «El ermitaño» de Banda Metro en 1983, y que entre las que siguieron estaba «Latinoamérica es un pueblo al sur de Estados Unidos».
Pateando piedras y Corazones son propiamente techno. Eduardo Ibeas, líder de Chancho en Piedra, dijo que fue muy arriesgado para Los Prisioneros «haber hecho su segundo disco cambiando radicalmente el sonido de la banda, pasar de guitarras al estilo The Clash, al sonido de los sintetizadores, y así y todo seguían sonando como Los Prisioneros». De acuerdo con González, «Muevan las industrias» les dio identidad en América Latina en países como Colombia, Venezuela, Perú, porque sonaba diferente a las grandes potencias del rock en español y argentino. El productor musical Cristián Heyne la señaló como una de las canciones mejor logradas del trío: «[Es] una canción única. Hay una oscuridad allí, una solidez sonora que no se puede encontrar en ningún otro grupo chileno». El musicólogo Juan Pablo González dijo que «marcó un puente sonoro en los años ochenta, desde una sonoridad artesanal, donde prevalecían la lana de los chalecos chilotes y las guitarras arpegiadas [del Canto nuevo], hacia este mundo new wave, de sonidos tecnológicos y textos clarísimos, donde no había cabida a las metáforas y a la agenda política de la época».
La cultura de la basura ha sido señalado como el álbum más roquero de la agrupación, aunque en palabras de Marisol García es «un disco con mayor apoyo en secuencias electrónicas y un sonido más áspero». El sitio web Santiagocultura.cl afirmó que Corazones logró romper «preconceptos autoimpuestos por el rock y cambió definitivamente el rumbo de la canción pop». Gepe dijo que las canciones del álbum «son tan potentes como un riff de AC/DC: tienen un grado de síntesis, de fuerza y de verdad, que no se veía desde Las últimas composiciones, de Violeta [Parra]». Asimismo dice que para él y su generación «el disco Corazones es como la piedra angular de todo el electro algo, del electropop, del electro canción o de la canción linda no más, cuando la música deja de ser rock».

### Letras y temáticas

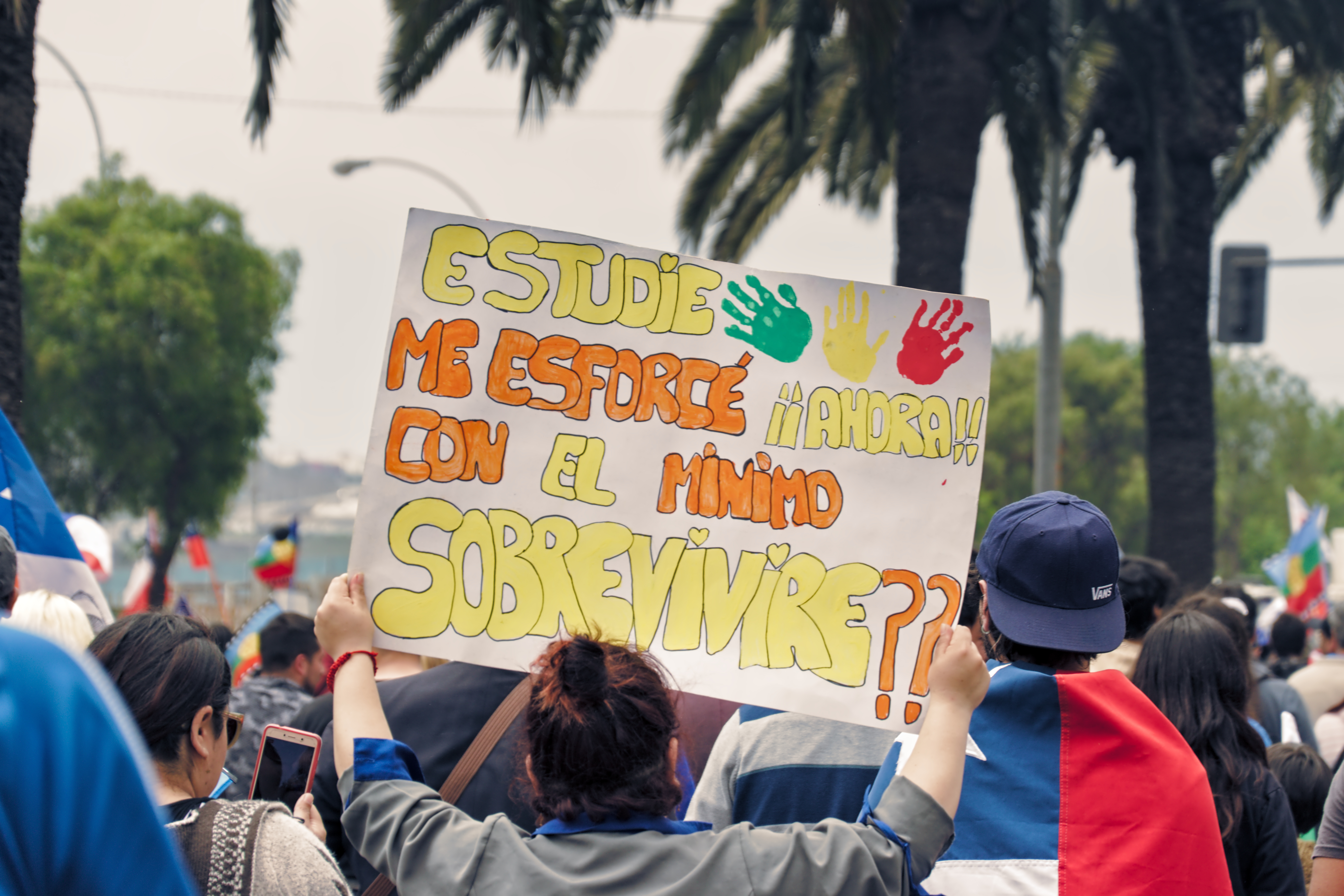
Imagen del estallido social, en la que una persona sostiene un cartel que dice de que a pesar de haber estudiado se tiene que conformar con el salario mínimo. Parte de lo que relata «El baile de los que sobran».

Pese al paso del tiempo, las canciones de Los Prisioneros han permanecido vigentes gracias a sus letras que se han acoplado hasta los tiempos modernos, lo que las ha llevado a ser analizadas acorde al momento que se vive, así como también se han utilizado para protestar frente a algún descontento. «El baile de los que sobran» se convirtió en un himno sobre las diferencias sociales en Chile, utilizado para retratar la desigualdad en el sistema educativo de Chile en las últimas décadas, así como también coreado por masas en diversas manifestaciones del país, como el movilización estudiantil de 2011 y el estallido social en 2019. González declaró en ambas oportunidades que le daba tristeza que el tema siguiera vigente y que nada cambiara desde que la escribió. El cantautor Florcita Motuda dijo en 2001 que es un tema representativo para la época en que se escribió: «De hecho, es una canción atemporal porque funciona a la perfección en los tiempos que corren».
«El baile de los que sobran» ha sido cantado en otros países de América Latina como Colombia, en el paro nacional universitario de 2018 y las protestas iniciadas en 2019 extendidas hasta 2021, las protestas en Perú de 2020, así como Argentina y México. En 2006, año en que Pateando piedras cumplió veinte años, el actor Héctor Morales opinó que las letras del álbum seguían siendo actuales de «forma impresionante», y que podían encajar en cualquier etapa de Chile. Poco antes del aniversario n.º 25, Jaime Bellolio analizó las letras con el Chile de 2011 en el blog de El Mercurio, tocando temas como HidroAysén y el movimiento estudiantil. «Y veinticinco años después vemos que parte del resentimiento —pero no la gracia, la novedad ni la melodía— sigue vigente».
«Latinoamérica es un pueblo al sur de Estados Unidos» habla de cómo Estados Unidos y las principales potencias del mundo miraban en menos a América Latina en la Guerra Fría. A fines de 2010, González decía que Latinoamérica ahora es «un barrio penca», mientras que en 2017, el senador chileno Jorge Pizarro dijo que «Latinoamérica no es un pueblo al sur de Estados Unidos», ya que según él: «Ya no somos un pueblo [...] que acata las órdenes que emane el presidente de turno en la Casa Blanca. Ahora somos un conjunto de naciones que aprendió la dolorosa huella del intervencionismo de la Guerra Fría y que ante eso, ha optado por defender la institucionalidad y el imperio del derecho internacional». En 2020, Andrés Panes en La Tercera señaló que las letras de La voz de los '80 todavía repercuten en el presente, no solo por los comentarios de desprecio primermunistas a Latinoamérica o las garras de la comercialización. «Veo a la gente pegada en sus pantallas y pienso que la antigua mentalidad televisiva ahora es una mentalidad 5G; celebro el éxito de Bad Bunny y J Balvin convencido de que el planeta necesita aún más sangre latina, roja, furiosa y adolescente». También señaló que los publicistas todavía usan el sexo como el mejor gancho comercial y que algunos nunca quedan mal con nadie en las redes sociales.
«¿Quién mató a Marilyn?» es la canción más antigua de La voz de los '80. Tapia hizo la letra en el liceo como crítica y sátira a la televisión chilena de esos años, que comentaba a diario acerca de la muerte de Marilyn Monroe, evandiendo las violaciones de los derechos humanos en la dictadura militar. La periodista de La Tercera Mónica Garrido aseguró que algunos versos como: «Dicen que fue un comunista, dicen que fue un sandinista» despertaron la alarma de la dictadura, siendo censurada.
Para la cantautora Javiera Mena, Corazones es un disco político así como un referente porque «Jorge hizo algo muy pionero y muy diferente, que es meter la crítica social con ironía, así como lo hace Pet Shop Boys. O sea, "Noche en la ciudad" es una canción muy política, el mismo "Tren al sur"». «Corazones rojos» es considerada adelantada a su tiempo, mientras que para su creador más bien está «atrasada en su tiempo». Trata de una sátira y crítica al machismo cantada desde la perspectiva del que se ironiza, lo que ha llevado a algunos interpretarla literalmente. El periodista Alejandro Ribadeneira del diario El Comercio de Ecuador citó uno de los versos finales de la canción para cerrar su análisis sobre Maluma y su controvertido tema «Cuatro babys», quien aseguró que por esos días la lucha de los derechos de la mujer vivía un retroceso: «Maluma, claro, no tiene la culpa. Es un hijo más del sistema, uno en que Dios, como dicen Los Prisioneros en su canción "Corazones rojos", también es hombre». En 2016, el diputado Gabriel Boric recitó algunos versos del tema en la Cámara de Diputados, como apoyo a la despenalización del aborto, mientras que para el aniversario n.º 30 de Corazones, el grupo performance feminista Lastesis lo reversionó agregando nuevas estrofas y declararon que podían seguir incluyendo, con más evidencias a la violencia de género.

## Imagen pública
Los Prisioneros son considerados una banda contestataria, algo que siempre rechazó González. En los años ochenta dijo que las canciones del grupo no estaban sustentadas en una base ideológica ni contestataria, sino que, una vez hechas, aparecía el trasfondo: «Sólo contamos lo que cualquiera siente. Hay gente que reclama contra la sociedad capitalista no porque se haya leído a Marx, sino porque simplemente no le alcanza la plata para comprar todo lo que la televisión le enseña que debiera tener para ser feliz. [...] Decir que somos contestatarios suena muy publicitario. Nosotros no reclamamos contra una persona sino contra el sistema como tal». En 1990, a tres meses de que asumió el gobierno democrático, desestimó que fueran un símbolo de lucha en contra de la dictadura, y se lo atribuyó a bandas como Sol y Lluvia e Inti-Illimani. Una década después, insistió nuevamente y dijo que Los Prisioneros eran un grupo pop que no estaba comprometido con causas sociales.
Narea en Mi vida como prisionero dijo que si bien Los Prisioneros no era una banda política, simpatizaban con ideas de izquierda:

Recuerdo cuando Jorge comenzó a hablar de socialismo un día mientras caminábamos por San Miguel. [...] Pero en realidad no era tan común que al interior de la banda habláramos sobre política, pues la música era lo que nos llenaba. [...] No tuvimos presos políticos en nuestras familias, ni salíamos a protestar, [...] aunque igual llegamos a detestar a Pinochet observando las cosas que pasaban por esos días, como el caso de los profesionales degollados, por ejemplo.

Jorge González ha dicho muchas veces que la letra era un relleno en las canciones de Los Prisioneros. Él fue quien inventó aquellas canciones. [...] Nuestra banda será recordada siempre por los que vivieron la dictadura, precisamente por eso, porque había dictadura y no se podía hacer casi nada, salvo cantar canciones de Los Prisioneros. No tengo ni idea si la fama y la popularidad de la banda hubiesen sido igual sin los milicos, pero me da la impresión de que no. Creo que pertenecemos a esa época nos guste o no.

Salas Zúñiga señaló que surgieron en un momento en que la mayoría del público buscaba un icono en el que creer «y que hasta ese momento no aparecía por ninguna parte. Por lo mismo, sus canciones sonaban tan originales y tenían tanta repercusión. [...] Los Prisioneros eran un grupo pop de características posmodernas que reflejaron el desconcierto vital de una década donde imperó el relativismo moral y el descreimiento».Fonseca dijo que la visión del trío sanmiguelino era simplemente ser un grupo exitoso. «Por eso no circunscribían las letras a Chile. Ahora, con el tiempo, uno se da cuenta de que pese a eso la gente convirtió esas canciones en una herramienta de lucha contra la dictadura. Por eso, Jorge se incomoda cuando le preguntan sobre esto, porque él nunca sintió haciendo canciones de protesta».

### Relación con la prensa
Los Prisioneros, en especial González, mantuvieron una pésima relación con la prensa de Chile dependiente con la derecha. En 2001, González explicó: «Gran parte de nuestra relación con los medios tiene que ver con que todo nuestro crecimiento ha sido de nosotros con el público. [...] Con qué autoridad negocia esa gente de El Mercurio, Copesa, que está interesada en poner un gobierno de ultraderecha para poder pagar pocos impuestos y tener más billete».
En sus comienzos, la prensa por entonces controlada por Pinochet, acostumbraba a censurarlos y a criticarlos a lo largo de su carrera. En septiembre de 1987, mientras actuaban en Plaza de toros de Acho de Lima, unas personas arrojaron proyectiles al escenario. Al día siguiente, la prensa chilena destacó ese hecho en lugar de referirse al éxito que estaban teniendo en Perú. El Mercurio tituló «Los Prisioneros agredidos en Perú» con el subtítulo «Una experiencia inolvidable vivieron los integrantes del conjunto rock contestatario chileno Los Prisioneros, durante el concierto que ofrecieron ante más de 7000 frenéticos jóvenes, que agredieron a los músicos con diversos objetos». Años más tarde, González declaró que a partir de ahí asumieron como los trataría la prensa de su país cada vez que tocaran fuera de Chile.
A pesar del retorno de la democracia, a principios de la década de 1990, y de la banda en 2001, la relación no pareció mejorar, los medios de prensa criticaron severamente las declaraciones del vocalista en la Teletón 2002 y en el Festival de Viña en 2003, en este último el grupo acusó a la prensa de querer hacer una campaña de desprestigio contra ellos en los días previos a su presentación. De acuerdo a Fonseca para Radio Cooperativa, la conferencia en la que González botó los micrófonos, marcó un «punto final» y un «comienzo» de su nueva relación entre la prensa. En octubre de 2003, Tapia dijo a los periodistas en Ciudad de México, que tenían mala relación con la prensa chilena; estaban cansados de las cosas que inventaban y solo querían salir de su país. En abril de 2005, antes de subir al escenario en el concierto de despedida de Chile para partir a tierras aztecas, González se acercó a la prensa y les dijo irónicamente: «Este adiós no es tan emotivo porque seguiremos tocando en México».
Tras el despido de Narea, González lo acusó de asociarse con la prensa derechista y de hablar mal de Tapia y de él desde su primer retiro de la banda, diciendo que era el «alma» y el «auténtico», y que ellos se vendieron. Incluso, durante el reencuentro, aseguró que siguió hablando mal de ellos a sus espaldas, criticando sus composiciones en el álbum Los Prisioneros, y que después de abandonar el grupo por segunda vez, continuó desprestigiándolos. El guitarrista desmintió todas esas acusaciones y aseguró que la prensa de ultraderecha les dio harta difusión cuando sacaron el disco Manzana, y que no querían destruir a la banda como tanto afirmaba el cantante.
En la última etapa, la prensa chilena ni siquiera mencionaba las giras que Los Prisioneros realizaban entre 2004 y 2005 en Estados Unidos, Canadá, México, Bolivia, Ecuador, Venezuela, Colombia, Perú y Chile, o les bajaban el perfil como fracaso. Solo se refirieron al último concierto en Caracas en 2006, que según los medios chilenos, fueron «pifiados y se pelearon», siendo esto desmentido por González en la revista Rolling Stone.

## Legado

### Impacto musical
Para la reunión de Los Prisioneros en 2001, el suplemento Icarito del diario La Tercera indicó que a pesar del éxito internacional de La Ley y del prestigio artístico de Los Tres, Los Prisioneros eran los músicos chilenos más influyentes de las últimas dos décadas. Florcita Motuda dijo: «Ningún grupo encajó mejor en el perfil de la banda clásica de rock como Los Prisioneros».En 2006, el locutor radial Sergio Cárcamo, dijo: «En Chile siempre hemos tenido tribus. Nunca ha habido movimientos musicales ni unidad. Se habla el "movimiento" de la Nueva ola, del "movimiento" de la Nueva canción chilena, se tiraban mierda para cada lado. [...] No hay ningún grupo que catalice todo eso. Yo creo que los que catalizaron, que reflejaron el sentir de su época: Los Prisioneros en los ochentas, Los Tres fueron lo más importante de los noventas, y no ha reventado el de esta década». Otros músicos chilenos como Beto Cuevas, han reconocido la importancia que tuvieron Los Prisioneros. Salas Zúñiga dijo que tal vez Los Prisioneros junto con Los Jaivas fueron las únicas bandas chilenas que compitieron de igual a igual con los grupos argentinos y extranjeros en el gusto del público.
Cuando Los Prisioneros visitaron por primera vez Concepción, el diario El Sur los presentó como la «piedra inicial de un nuevo movimiento musical chileno». Según los periodistas Óscar Contardo y Macarena García, la publicación de La voz de los '80 marcó el inicio de la historia del pop chileno. EMOL dijo que Los Prisioneros con La voz de los '80 «dejaron a largo plazo una marca indeleble en el recorrido de la música rock en Chile [...] No era habitual escuchar sonidos como los de esas canciones en un medio atrasado de noticias si se trataba de rock. Palabras y ritmos como reggae, ska, punk, rockabilly, new wave o techno pop sonaban de por sí atractivos y novedosos [...] Tampoco era habitual escuchar verdades como las de esas diez canciones, entre el entretenimiento dictado sobre todo por la televisión local de la época». Tapia dijo que La voz de los '80 influenció a varios músicos chilenos de la época que hacían música jazz rock a atreverse a hacer rock y pop, para González esto vino de antes y no era una influencia musical como tal:

Cuando comencé a estudiar [en la Facultad de Artes de la Universidad de Chile], la música que yo hacía con mis influencias, no había nadie más que hiciera lo mismo. [...] los demás que después crearon bandas de un género parecido a Los Prisioneros, hacían o gustaban de algo bastante distinto [...].
Justamente, creo que por haber estudiado yo ahí, quizás influenció un poco a los demás, porque ellos vieron a Los Prisioneros de inmediato. No los conocieron cuando ya eran famosos, sino que nosotros tocábamos con ellos, con la diferencia que ellos tenían bandas de jazz-rock y usaban el pelo largo.
De todas maneras la influencia nuestra es en cuanto a que ellos nos vieron como tipos que lo lograron, no es una influencia musical, porque para la mayoría, la influencia musical era Charly García, el de Clics modernos.

Los Prisioneros redefinieron el rock chileno, que estaba automarginado tras el golpe de Estado de 1973, siendo un éxito comercial —pese a no tener el apoyo de medios masivos en sus inicios— gracias a la contingencia social de sus letras y su independencia de la política partidista. Fueron fundamentales para que el rock chileno saliera de la clandestinidad poniéndolo en los medios masivos, permitiendo así que entraran bandas como Aparato Raro, Cinema, Upa!, Valija Diplomática, Aterrizaje Forzoso, Electrodomésticos, Banda 69, Fulano, entre otras.

### Impacto sociocultural

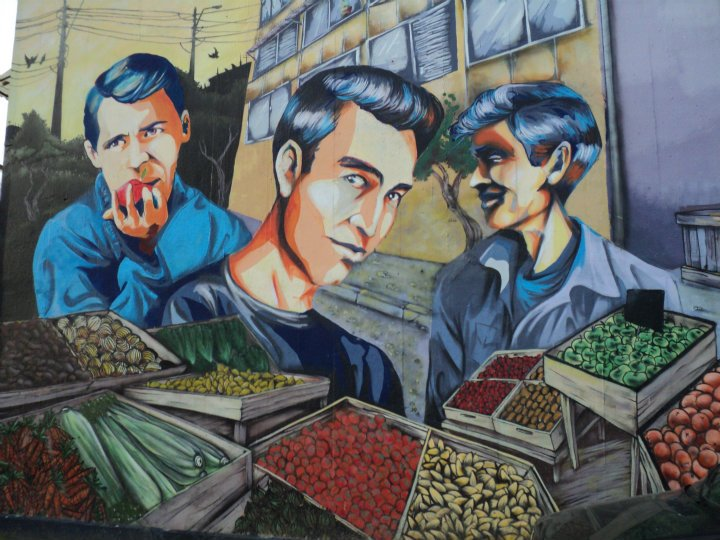
Grabado mural de Los Prisioneros en el Museo a Cielo Abierto en San Miguel.

Los militares demoraron un tiempo en descubrir el impacto de Los Prisioneros, en su lugar, les preocupaba el Canto nuevo. Cuando Fonseca pegaba afiches de la banda, los Carabineros le preguntaban el motivo del nombre, entonces él les respondía que se sentían «prisioneros de la música, de sus problemas», y nunca lo detuvieron. Narea comentó que tomaron conciencia de las posibles repercusiones poco después, al ser aconsejados por productores de cambiárselo porque sonaba un «poco fuerte». En 1987, la Comandancia de la Guarnición Militar de Victoria les prohibió tocar en la ciudad al aplicar la Ley de Seguridad del Estado por «promover el sexo libre y atentar contra la moral y las buenas costumbres» y «ser negativos para la juventud». Cuando tocaban en vivo «¿Quién mató a Marilyn?» el público respondía «los pacos», en un recital en Lota coreaban insistentemente eso que la policía intervino para impedir que el concierto siguiera.«¿Por qué no se van?» que era dedicado a los artistas esnob, el público pensaba que iba dirigido a los militares. Igualmente en conciertos la gente coreaba «Pinochet» mientras interpretaban este tema. Los periodistas Óscar Contardo y Macarena García comentaron que la censura al grupo no hizo sino aumentar su reconocimiento, dotándolos de autenticidad que los acompañó por años. «Eran el correlato pop de las jornadas de protesta de esos meses».
Álex Zapata dijo que se convirtieron en la voz de la generación hija de la dictadura, un canal de difusión de la juventud que se sentía atada de manos y que iba contra todo lo que significara poder, sistema establecido o establishment. Salas Zúñiga los situó a la altura de Los Jaivas y Congreso, por traspasar generaciones con un discurso vivo y un sonido reconocible en la historia musical chilena:

En el caso de Los Prisioneros es retroactiva, muy interesante, ellos desde que aparecieron causaron un impacto impresionante, un desborde masivo y popular que no se había visto en una banda de rock chileno. Han permanecido en la memoria colectiva porque representan algo muy real, de los 80, una masa de jóvenes excluidos del sistema de la bonanza económica y obligada a vegetar en empleos de semi esclavos o condiciones de la mayor discriminación educativa y social. Creo que lo demostraron y representaron con canciones brillantes, muy orejas, bien realizadas para lo que era lo que era el público chileno. Los Prisioneros llegaron con mucho valor a fuera de las fronteras chilenas, concretamente en Perú y Colombia lograron un impacto muy fuerte que les valió una canonización inmediatamente en el espacio radial y comunicacional en esos países urbanos. En Perú hay seguidores que son casi masivos y mayoritarios como los que hay en Chile.

De acuerdo con Radio Futuro, Violeta Parra y Víctor Jara ayudaron a los chilenos a descubrir y amar sus raíces, mientras que Los Jaivas los enseñó a viajar sus mentes, Los Prisioneros les dio como lección «resumir un mundo entero en tres minutos y medio», además: «Condensar voces e ideas en canciones inolvidables, de esas que nos quitan la palabra de la boca y hablan por ti, por mí y por todos nosotros».

### Premios y reconocimientos
Los medios chilenos empezaron a tomar más en cuenta a Los Prisioneros tras el éxito de su segundo álbum, Pateando piedras. La revista Super Rock los eligió como el mejor grupo de Chile, a Pateando piedras como mejor álbum, a Jorge González como mejor compositor y a «El baile de los que sobran» como la mejor canción del año, igualmente recibirían premios por el tema, el álbum y el conjunto en Perú y Colombia, mientras que en Ecuador por «Sexo». En 1991 son premiados con el premio Laurel de Oro como «mejor grupo rock pop». En sus presentaciones en el Festival Internacional de la Canción de Viña del Mar en 1991 y 2003, el público los premió con antorcha y gaviota. En octubre de 1993 la cadena latinoamericana de MTV elige abrir sus transmisiones con el videoclip de «We are sudamerican rockers». En 1998, el videoclip de «Sexo» dirigido por Cristián Galaz, es premiado con el Coral Negro en el Festival de Cine de La Habana (Cuba).
De los cuatro álbumes publicados en la primera etapa de la banda, la versión chilena de Rolling Stone incluyó a tres de ellos dentro de los 50 mejores discos chilenos de la historia: La voz de los '80 (n.º 3), Corazones (n.º 9) y Pateando piedras (n.º 15). Entre el receso y la reunión, vendieron más de 700 000 copias, cifra solo superada por «El rock del Mundial» de Los Ramblers, como los artistas que más han vendido dentro de la música chilena. Ya en el segundo período superaron las 800 000 unidades, más de cuarenta discos de platino en Chile, un millón de discos en el extranjero, además, una convocatoria de 200 000 espectadores en su gira de reencuentro chilena.
La canción «Tren al sur» ha sido elegida por los lectores de la revista digital Satélite Natural, como la séptima mejor canción del rock latino de todos los tiempos, por la revista Billboard, dentro de las 25 obras maestras del rock en español en la misma posición, y por la revista estadounidense Rolling Stone en el puesto número dieciocho de las 50 canciones más importantes de pop latino.
Asimismo en septiembre de 2023, la edición estadounidense de la revista Rolling Stone ubicó a Corazones como el 23° mejor disco de rock latinoamericano de la historia.

## Miembros
| - Jorge González – voz, bajo, guitarra, teclado (1983-1992, 2001-2006) - Claudio Narea – guitarra, teclado, coros (1983-1990, 2001-2003) - Miguel Tapia – batería, teclado, voz (1983-1992, 2001-2006) - Cecilia Aguayo – teclado, coros (1990-1992, apoyo en vivo) | - Robert Rodríguez – bajo, guitarra, teclado, coros (1990-1992, apoyo en vivo) - Sergio Coti Badilla – teclado, guitarra (2003, apoyo en vivo; 2004-2006) - Álvaro Henríquez – guitarra, coros (2003, apoyo en vivo) - Gonzalo Yáñez – guitarra, coros (2004-2005) |

## Discografía
- 1984 - La voz de los '80
- 1986 - Pateando piedras
- 1987 - La cultura de la basura
- 1990 - Corazones
- 2003 - Los Prisioneros
- 2004 - Manzana

### Lanzamientos en CD
En una declaración de Los Prisioneros que recogió el diario español El País, dijeron: «Cuando empezamos, Chile era el Tercer mundo, nuestras canciones se publicaban en casete, ni siquiera se fabricaban elepés». Ninguno de los primeros cuatro álbumes se editaron en CD cuando los lanzaron, excepto Corazones en Estados Unidos y México a cargo de Capitol Records. Recién llegaron en 1991. En 1995, EMI Odeón Chilena relanzó el catálogo completo de la banda con una versión digitalmente remasterizada en formato CD. Al año siguiente, tras el éxito de Ni por la razón, ni por la fuerza, Narea declaró: «Los avances tecnológicos habían hecho que a todo el mundo le diera por cambiarse de los casetes a los discos compactos, y a esa altura, las ventas de CD se habían disparado».
El 31 de agosto de 2011, con motivo del 25.º aniversario de Pateando piedras, EMI Music Chile volvió a relanzar los cuatro primeros discos del grupo en CD, con la premisa —de acuerdo con el diario El Mercurio— de contener nuevas versiones remasterizadas. Sin embargo, los fanáticos pronto denunciaron de que se trataban de las mismas remasterizaciones de 1995. Las críticas a EMI llegaron también por parte de González, quien acusó que a pesar de haber producido los tres primeros discos de la banda, no le mandaron los másteres para que los revisara ni le consultaron de nada. A pesar de esto, los cuatro álbumes entraron en los diez más vendidos en Chile.

## Catálogo
En los ochenta la banda firmó para ceder el catálogo de sus canciones a la editorial Sochem, asociada con EMI. González podía cobrar derechos de autor, pero ni él ni la banda podían acceder a los ingresos, y no los recuperaría hasta la década siguiente gracias a Fonseca, lo que le permitió vivir bien económicamente esos años. Hoy los temas de Los Prisioneros le pertenecen completamente, y funciona de igual manera con los de Narea y Tapia. De acuerdo con La Tercera en 2014, González funciona como «editorial de sus creaciones» y solo las pueden utilizar con su permiso, aunque un tercero puede negociar con Universal Music Group, en Chile se le consulta al autor antes de cualquier sincronización, ya que involucra tratos de derechos morales.
Tras la adquisición de EMI a cargo de Universal, gran parte del catálogo de Los Prisioneros pasó a su dominio, excepto La voz de los '80 cuyos derechos fonográficos pertenecen a Fonseca, ya que el álbum lo editó Fusión y EMI solo llegó a un acuerdo para distribuirlo, el contrato expiró en 2012, siendo parte del catálogo de la banda que quedó en el aire junto con Estadio Nacional. En cuanto al material publicado tras el reencuentro, estos pertenecen a González, Tapia y Fonseca en la sociedad que formaron llamada San Miguel, la cual Narea abandonó pero que de igual manera recibe ingresos equitativos. El guitarrista es el único que no tiene participación directa en regalías ligadas a los derechos del catálogo como tampoco por conceptos de marca.

## Lectura adicional
- Aguayo, Emiliano (2020). Independencia cultural. Conversaciones con Jorge Gonzalez, 2005-2020. Chile: Ril Editores. ISBN 978-956-01-0801-2.
- del Pozo, Willy (2016). Hermosos ruidos. 27 relatos de Sudamerican Rockers (2018 edición). Perú: Ediciones Altazor. ISBN 978-612-4215-71-1.
- González Lorca, Cristóbal (2019). Latinoamérica es grande. La ruta internacional de Los Prisioneros. Chile: Santiago-Ander Editorial. ISBN 9789569921148.
- González, Jorge (2017). Héroe. Jorge González. Su autobiografía. Chile: Avenida La Novena. ISBN 9789563683837.
- Ortega, Francisco (2021). Pateando piedras. Los Prisioneros. Chile: Atlántida SpA - La Piedra Redonda Ediciones. ISBN 978-956-09679-1-6.
- Osses, Julio (2016). Orgullos y Pasiones: la historia de Los Prisioneros. Chile: Vía X Ediciones. ISBN 9569363088.